# Luís XVI de França
Luís XVI (Versalhes, 23 de agosto de 1754 – Paris, 21 de janeiro de 1793) foi Rei da França e Navarra de 1774 até 1791 e Rei dos Franceses até ser deposto em 1792, durante a Revolução Francesa, sendo executado no ano seguinte. Seu pai, Luís, Delfim de França, era o filho e herdeiro aparente do rei Luís XV. Como resultado da morte de seu pai, em 1765, Luís se tornou o novo delfim e sucedeu seu avô em 1774. Era irmão mais velho dos futuros reis Luís XVIII e Carlos X.
Nascido em Versalhes, recebeu o título de Duque de Berry. Após a morte repentina de seu pai Luís Fernando, tornou-se o novo herdeiro da França em 1765, e coroado rei aos 19 anos. A primeira parte de seu reinado foi marcada por tentativas de reformar a França, de acordo com os ideais iluministas. Estes incluíram esforços para abolir a servidão, remover a taille, e aumentar a tolerância em relação aos protestantes. A nobreza francesa reagiu com hostilidade às reformas propostas, e se opôs com sucesso a sua implementação. Em seguida ocorreu o aumento do descontentamento entre as pessoas comuns. Em 1776, Luís XVI apoiou ativamente os colonos norte-americanos, que buscavam sua independência da Grã-Bretanha, que foi realizada no Tratado de Paris de 1783.
A dívida e crise financeira que vieram em seguida contribuíram para a impopularidade do Antigo Regime, que culminou no Estado Geral de 1789. O descontentamento entre os membros das classes média e baixa da França resultou em reforçada oposição à aristocracia francesa e à monarquia absoluta, das quais Luís e sua esposa, a rainha Maria Antonieta, eram vistos como representantes. Em 1789, a tomada da Bastilha, durante os distúrbios em Paris, marcou o início da Revolução Francesa. A indecisão e conservadorismo de Luís levaram algumas percepções ao povo da França em vê-lo como um símbolo da tirania do Antigo Regime, e sua popularidade se deteriorou progressivamente. Sua desastrosa fuga de Varennes, em junho de 1791, quatro meses antes da monarquia constitucional ser declarada, parecia justificar os rumores de que o rei amarrou suas esperanças de salvação política nas perspectivas de alguma invasão estrangeira. Sua credibilidade foi extremamente comprometida. A abolição da monarquia e a instauração da república tornaram-se possibilidades cada vez maiores.
Em um contexto de guerra civil e internacional, o rei foi suspenso e preso na época da insurreição de 10 de agosto de 1792, um mês antes da monarquia constitucional ser abolida e a Primeira República Francesa ser proclamada em 21 de setembro. Foi julgado pela Convenção Nacional (auto-instituída como um tribunal para a ocasião), considerado culpado de alta traição e executado na guilhotina em 21 de janeiro de 1793 como um cidadão francês dessacralizado conhecido como "Cidadão Luís Capeto", um apelido em referência a Hugo Capeto, o fundador da dinastia capetiana — que os revolucionários interpretavam como o seu nome de família. Depois de inicialmente considerado tanto um traidor como um mártir, historiadores franceses têm adotado uma visão geral diferente de sua personalidade e papel como rei, descrevendo-o como um homem honesto impulsionado por boas intenções, mas que não estava à altura da tarefa hercúlea que teria sido uma profunda reforma da monarquia. Foi o único rei da França na história a ser executado, e sua morte pôs fim a mais de mil anos de monarquia francesa contínua.

## Infância e educação
Louis-Auguste nasceu no Palácio de Versalhes em 23 de agosto de 1754, recebendo o título de Duque de Berry. Dentre oito filhos era a quarta criança e primeiro menino varão de Luís Fernando, Delfim de França, e, portanto, neto de Luís XV e de sua consorte, Maria Leszczyńska. Sua mãe era Maria Josefa da Saxônia, filha do rei Augusto III da Polônia.

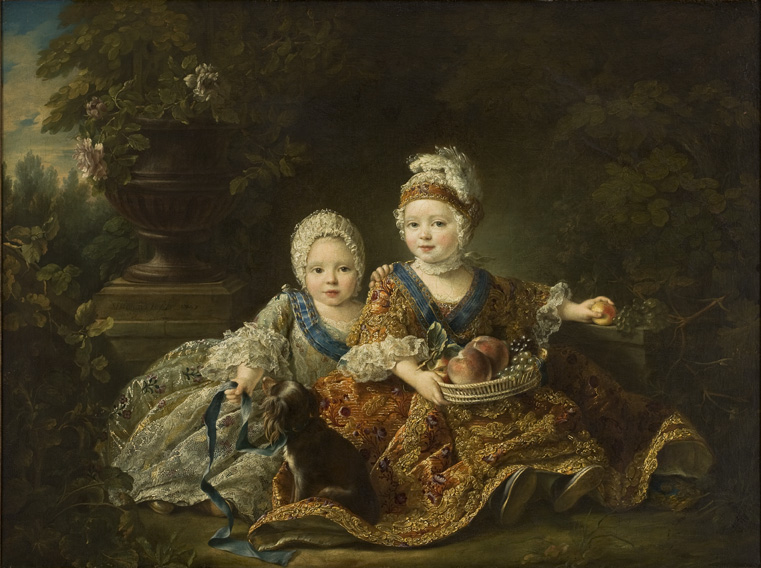
À direita o Duque de Berry, futuro Luís XVI, à esquerda o Conde da Provença, futuro Luís XVIII, em trajes suntuosos da corte

O delfim dedicou sua vida para ver se seus filhos estavam recebendo o tipo de educação que os prepararia para serem governantes benevolentes de grande caráter. Ele contratou o duque de La Vauguyon para conduzir a educação, e o próprio pai os ouvia recitar suas aulas duas vezes por semana para que ficasse atualizado sobre o que eles estavam aprendendo. Luís Augusto teve uma infância difícil. Passou os primeiros anos de sua vida na sombra de seu irmão três anos mais velho, Luís José, Duque da Borgonha, que era uma criança "excepcionalmente atraente e precoce que todos acreditavam que algum dia seria um grande rei". Essas esperanças foram frustradas quando ele faleceu após desenvolver tuberculose em 1761. Luís Augusto passou grande parte de seu tempo com seu irmão doente para dar-lhe companheirismo durante seus últimos meses, então a perda foi particularmente difícil para o tímido menino de seis anos que agora se encontrava em uma posição inesperada. Desde então, foi ensinado a nunca questionar seu dever de um dia conduzir seu país como rei.
Destacou-se em seus estudos e tinha uma forte preferência pelo latim, história, geografia e astronomia, e tornou-se fluente em italiano e inglês. Gostava de atividades físicas, tais como a caça com seu avô, e jogos brutos com seus irmãos mais novos, Luís Estanislau, Conde da Provença, e Carlos Filipe, Conde de Artois. Desde tenra idade, o duque de Berry foi incentivado à prática de outro de seus passatempos: serralharia, que foi visto como um exercício "útil" para uma criança.
Após o falecimento de seu pai, que morreu de tuberculose em 20 de dezembro de 1765, aos onze anos, tornou-se o novo Delfim. Sua mãe, que nunca se recuperou da perda de seu marido, morreu da mesma doença em 13 de março de 1767. A educação rígida e conservadora que recebeu do duque de La Vauguyon, des Enfants gouverneur de France (o governador dos Filhos de França), a partir de 1760 até seu casamento, em 1770, não o preparou para o trono que viria a herdar em 1774 após a morte de seu avô, o rei. Ao longo de sua educação, recebeu uma combinação de estudos específicos com religião, moral e humanidade. Seus instrutores também podem ter contribuído para moldá-lo como o rei indeciso que se tornaria. Abbé Berthier, seu instrutor, ensinou-lhe que a timidez era um valor em monarcas fortes, e Abbé Soldini, seu confessor, o instruiu a não deixar que as pessoas lessem sua mente.

## Casamento e filhos
A Áustria e França, inimigos de longa data, tornaram-se aliados graças ao Tratado de Versalhes, assinado em 1º de maio de 1756, para combater a Prússia e a Inglaterra na Guerra dos Sete Anos. Um casamento político com uma das filhas da imperatriz Maria Teresa era uma condição do acordo. Maria Antônia, a jovem arquiduquesa austríaca de 14 anos, fora prometida em um casamento arranjado com Luís Augusto. A união dos dois jovens destinava-se a fortalecer esse vínculo político instável entre as nações. À medida que os arranjos matrimoniais estavam sendo finalizados, a jovem futura consorte submeteu-se a um treinamento rigoroso para ser rainha, aprendendo a história da França e melhorando suas habilidades de língua francesa. Após um casamento por procuração em 21 de abril, ela deixou a Áustria. No caminho para Paris, numa ilha neutra do Reno, foi despojada de todos os seus acessórios austríacos. Estava vestida com roupas francesas e ganhou uma nova identidade — Maria Antonieta. Ela conheceu seu tímido e desajeitado noivo de 15 anos pela primeira vez em poucos dias. Seu casamento, realizado em 16 de maio de 1770, com fogos de artifício, banquetes e convidados ostentando diamantes, foi uma das ocasiões mais deslumbrantes já comemoradas no Palácio de Versalhes.

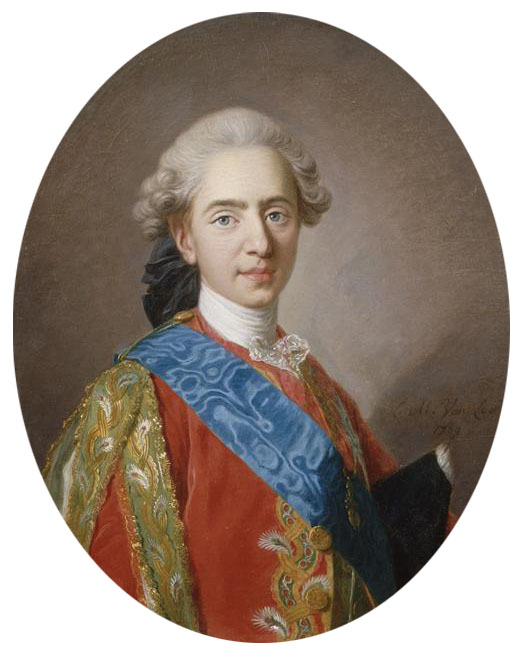
O delfim Luís Augusto por Louis-Michel van Loo, 1769

Este casamento foi recebido com certa hostilidade por parte do povo francês. No momento em que Luís Augusto e Maria Antonieta se casaram, a nação no geral considerou a aliança austríaca com desagrado, e a delfina foi vista como uma estrangeira indesejável. Ela chegou em uma corte que a via com suspeita. À medida que se tornou cada vez mais impopular nos últimos anos do reinado de seu marido, ela foi frequentemente chamada de "a austríaca". Ela estava isolada dos cortesões em Versalhes. Para ambos, no entanto, o casamento foi inicialmente amigável, mas distante. A timidez do delfim e, entre outros fatores, a pouca idade e inexperiência dos recém-casados, que eram completos estranhos um com o outro, significava que o noivo de 15 anos não conseguia consumar a união com sua parceira um ano mais nova. Seu medo de ser manipulado por ela para fins imperiais fez com que se comportasse friamente com ela em público. Enquanto Luís dividia seu tempo entre a caça e governo, Maria Antonieta vivia uma vida separada no enorme palácio. Como rainha, agora ignorava as odiadas regras de etiqueta, passando a dedicar-se à diversão. Ela reuniu em torno de si um grupo de jovens nobres que jogavam milhões em cartas. Nas noites, ela participava de bailes de máscaras, mesas de jogos e festas de ceia muitas vezes acompanhada, enquanto o rei dormia cansado. Com o tempo tornaram-se mais próximos, porém, enquanto o casamento tinha sido relatado como consumado em julho de 1773, isso não ocorreu até 1777. O fracasso do casal em gerar filhos por vários anos colocou uma pressão sobre seu casamento. As cartas de Maria Antonieta a sua mãe demonstram seu profundo desejo em ter um filho. Numa carta do embaixador austríaco Florimond de Mercy-Argenteau à imperatriz Maria Teresa poucos meses após a futura rainha chegar à França, ele notou a paixão da delfina por crianças; ela deixou o filho de cinco anos de sua camareira chefe vivendo em seu apartamento. A situação agravou-se com a publicação de panfletos obscenos (libelles) que satirizavam a infertilidade do casal. Um deles perguntava: "Pode o Rei fazê-lo? Não pode o Rei fazê-lo?".
As razões por trás do fracasso inicial do casal em ter filhos foram debatidas naquela época, e elas continuaram a ser debatidas desde então. Uma sugestão era de que Luís Augusto sofria de fimose, uma condição fisiológica que tornava o sexo doloroso. Essa sugestão foi feita pela primeira vez no final de 1772 pelos médicos reais. Os historiadores que aderiram a essa visão sugerem que ele tenha sido circuncidado para aliviar a condição sete anos após seu casamento. Os médicos do delfim não eram a favor da cirurgia — a operação era delicada e traumática, e capaz de fazer "tanto mal quanto bem" para um homem adulto. O argumento para a fimose originou-se de Stefan Zweig, que hoje é conhecido por dar destaque indevido a dados que sugerem que Luís sofria dessa condição, e suprimiu outras provas como testemunhas que dão diferentes explicações para o problema sexual do casal real que contradiziam sua interpretação. Ele concluiu que o problema foi resolvido após o rei submeter-se a uma operação, provavelmente uma circuncisão, em 1777, já que o primeiro filho foi rapidamente concebido. Também argumentou que a frivolidade notória de sua esposa e formas perdulárias resultaram em sua frustração sexual nos sete primeiros anos de casamento.

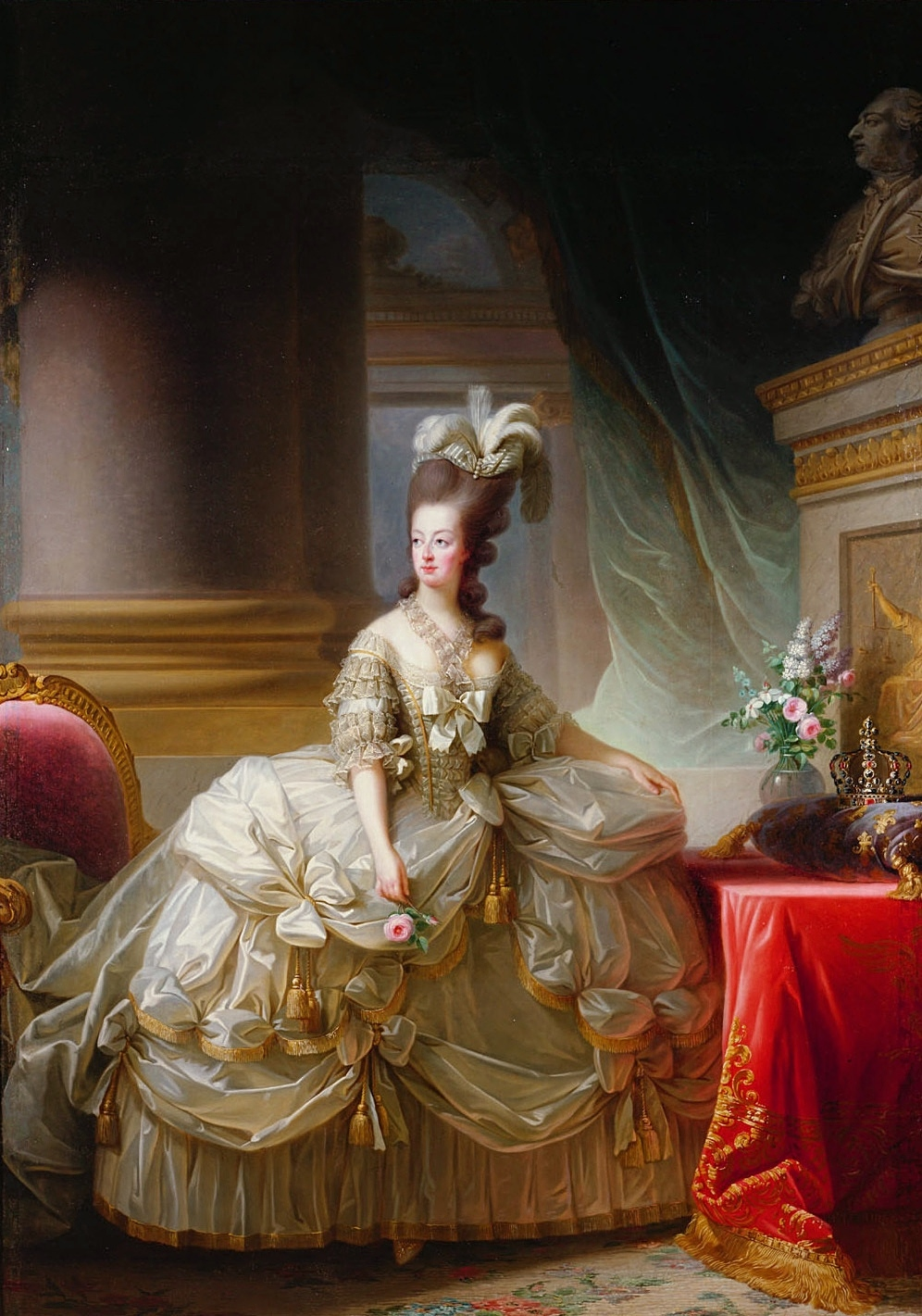
Maria Antonieta, por Élisabeth Vigée-Le Brun, 1778

A maioria dos historiadores modernos concordam que Luís não fez a cirurgia — em 1777 o enviado da Prússia, barão Goltz, informou que o rei da França tinha definitivamente recusado a operação. O fato é que Luís era frequentemente declarado perfeitamente adequado à relação sexual, confirmada por José II, e durante o tempo em que era suposto ter feito a operação, ele saiu para caçar quase todos os dias, de acordo com seu diário. Isso não seria possível se tivesse passado por uma circuncisão; pelo menos, ele não seria capaz de caçar por algumas semanas depois. Os problemas da consumação do casal hoje são atribuídos a outros fatores. A biografia de Antonia Fraser sobre a rainha discute a carta de José II sobre o assunto a um de seus irmãos depois que ele visitou Versalhes, em 1777. Na carta, José descreve em detalhes francos o desempenho surpreendentemente inadequado de Luís no leito conjugal e o desinteresse de Antonieta em atividades matrimoniais. José descreveu o casal como "perfeitos confusos"; mas com o seu conselho, Luís começou a dedicar-se de forma mais eficaz aos seus deveres como marido, e no final de agosto, Maria Antonieta e o delfim consumaram seu casamento.
Apesar de toda a sua dificuldade no início, o casal real teve quatro filhos. A camareira de Maria Antonieta, Madame Campan, observou um aborto que a rainha sofreu após o nascimento de seu primeiro filho, um incidente datado de julho de 1779 por uma carta da imperatriz da Áustria à rainha. Madame Campan afirma que Luís passou uma manhã inteira consolando sua esposa ao seu lado, e jurando-lhe segredo de todos que soubessem do incidente. Maria Antonieta sofreu um segundo aborto espontâneo no início de novembro de 1783. Antes de seu aborto, em dezembro de 1778 a rainha da França deu à luz a primeira criança do casal, uma menina, Maria Teresa. Ambos tinham grandes expectativas por um varão herdeiro. Luís José nasceu em 22 de outubro de 1781 e foi o Delfim, mas, por fragilidades de saúde, não por muito tempo, até morrer em 4 de junho de 1789 de tuberculose. Luís Carlos, por vezes dito Luís XVII, nasceu em 27 de março de 1785, porém morreu na prisão e sua irmã caçula Sofia Helena, nascida em 9 de julho de 1786, viria a morrer de varíola ainda na infância, um ano depois. Apenas Maria Teresa sobreviveu à infância e isso trouxe sofrimento aos seus pais.

## Monarca absoluto da França

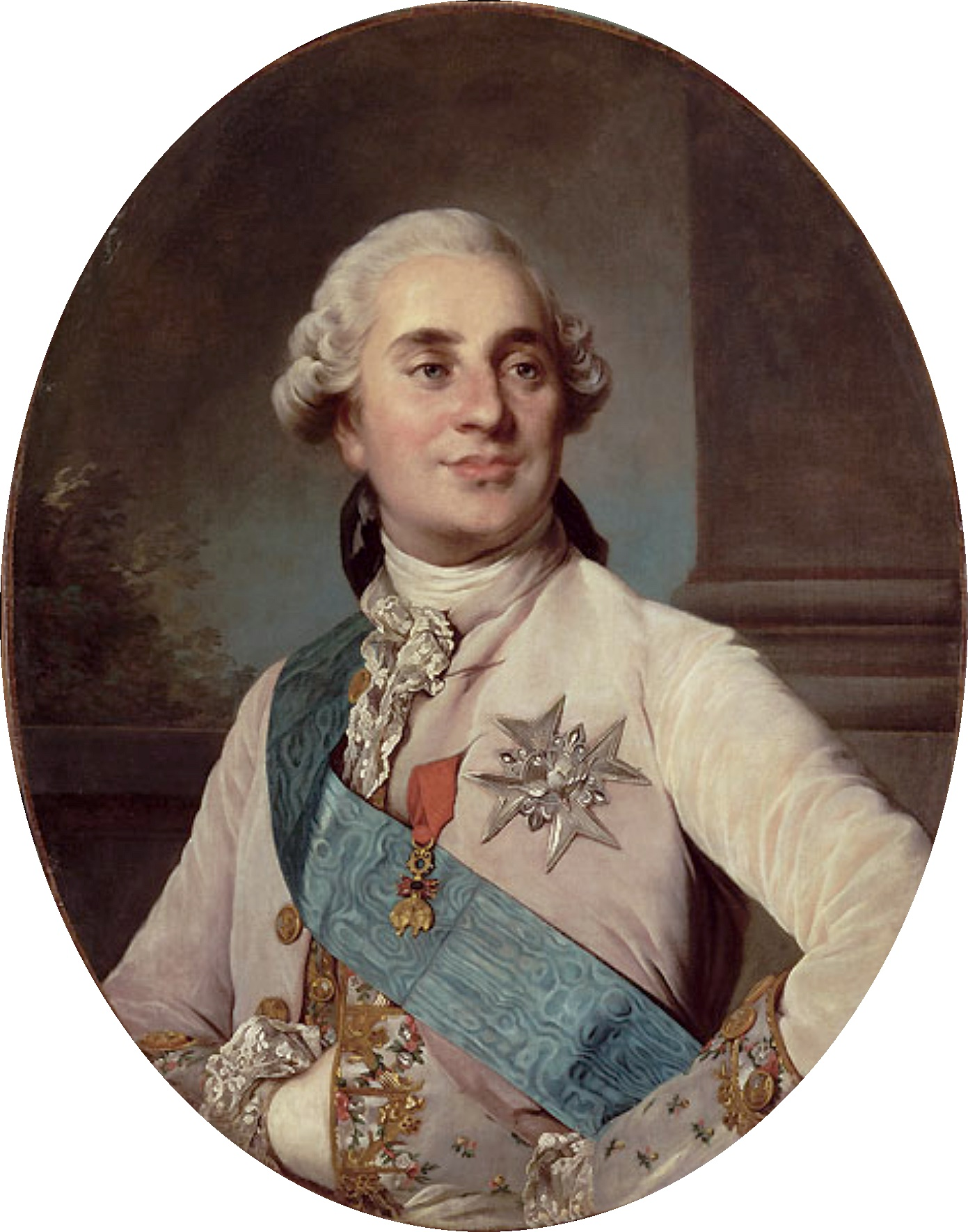
Luí XVI em 1775

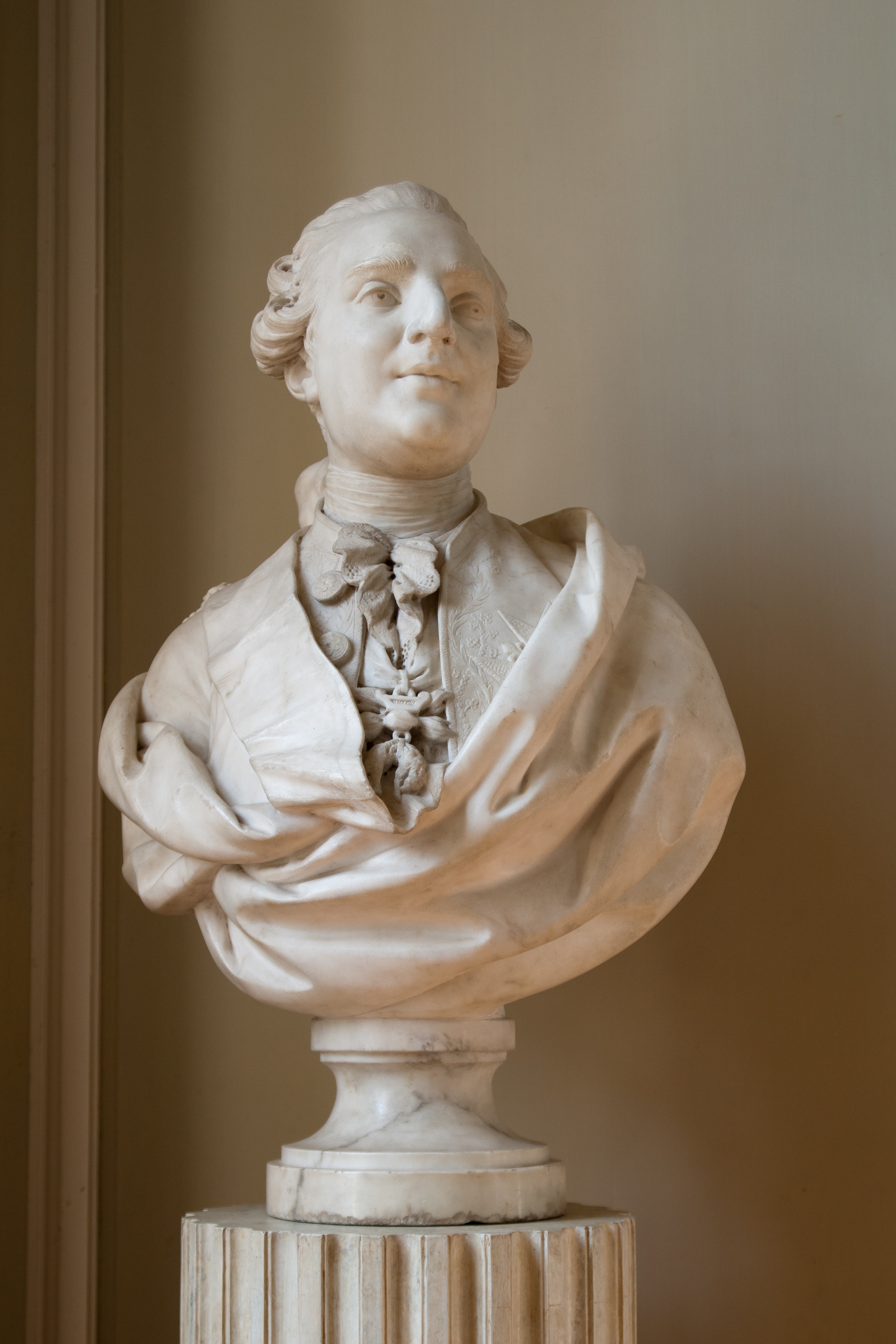
Busto de autoria de Louis-Simon Boizot, 1777

Quando Luís XVI subiu ao trono em 1774, tinha 19 anos. Em sua coroação realizada no ano seguinte, cavalgou num coche puxado por cavalos enfeitados com prata e ouro. Soldados da cavalaria real e mais dezesseis coches acompanharam-no até a grande Catedral em Reims. Como os reis de Bourbon antes dele, governaria pelo "direito divino", a crença de que havia sido colocado no trono "pela graça de Deus". Por séculos a corte francesa tinha sido uma das instituições mais importantes da Europa. Era o centro do poder na França enquanto o país era o centro do poder no continente. Neste momento possuía uma enorme responsabilidade, pois o governo estava profundamente endividado, e o ressentimento à monarquia estava em ascensão. O novo rei também não sentia-se qualificado para o trabalho. Luís focou principalmente na uniformidade religiosa e política externa. Embora ninguém duvidasse da habilidade intelectual do rei em governar a França, estava bastante claro que, apesar de ter sido criado como o Delfim desde 1765, faltava-lhe firmeza e determinação. Seu desejo de ser amado por seu povo é evidente nos prefácios de muitos de seus decretos que muitas vezes explicavam a natureza e a boa intenção de suas ações em beneficiar as pessoas. Pretendia ganhar o amor de seu povo através do restabelecimento dos parlamentos. Quando questionado sobre sua decisão, ele disse: "Pode ser considerado politicamente insensato, mas parece-me ser a vontade geral, e eu quero ser amado". Apesar de sua indecisão, estava determinado em ser um bom rei, afirmando que ele "deve sempre consultar a opinião pública; eles nunca estão errados". Portanto, nomeou um conselheiro experiente, Jean-Frédéric Phélypeaux, Conde de Maurepas que, até sua morte, em 1781, se encarregaria de muitas funções ministeriais importantes.
Luís XVI emitiu o Édito de Versalhes, também conhecido como o Édito de Tolerância, que concedeu aos judeus franceses e protestantes (huguenotes) o estado civil ao alcance dos católicos romanos da França e lhes garantiu a liberdade de praticar suas religiões. Os huguenotes originariamente foram contemplados com o mesmo direito que os súditos católicos franceses e tinham liberdade para praticar sua religião quando Henrique IV assinou o Édito de Nantes (13 de abril de 1598), mas essa liberdade foi revogada por Luís XIV em seu Édito de Fontainebleau (18 de outubro de 1685), também conhecido como o Edito de Revogação. A Assembleia francesa restaurou os direitos civis dos huguenotes em dezembro de 1789, com a Declaração dos Direitos do Homem e do Cidadão; contudo, não foi até a separação completa de facto do governo francês e da Igreja Católica Romana em 1905 que havia plena liberdade religiosa na França. O documento permitiu que huguenotes pudessem trabalhar à sua maneira em 200 cidades sob o governo de senhores protestantes, além de praticar seus ofícios e participar em todo o processo político e trazer disputas perante tribunais especiais, denominados Chambres de l'Edit, compostas por um número igual de juízes católicos e protestantes. Luís não gostava da pompa e desejava que o serviço em sua corte fosse "reduzido ao que era absolutamente necessário". Cargos foram abolidos na década de 1780. Cerca de um terço daqueles que existiam em 1750 desapareceram durante o seu reinado. O custo da corte caiu de 37 650 000 libras em 1786 para 31 650 000 em 1788. O próprio rei verificou o menor detalhe das despesas dos petits appartements, responsáveis pelas acomodações e jantares. A estrebaria teve seu número de cavalos reduzido de 2 215 em 1784 para 1 195 em 1787. A vida social na corte estava se tornando mais simples. Ela era maior que o governo central, empregando cerca de 2 500 pessoas na criadagem real; havia mais de 660 oficiais nos ministérios entre Paris e Versalhes. Em adicional a família real era grade e existia uma tradição na corte de que cada um de seus membros tivesse uma enorme criadagem para enfatizar sua importância. Segundo o historiador Philip Mansel, "o número total de oficiais e servos na corte em 1789 era provavelmente por volta de 6 000". Mesmo após essas reformas, poucas pessoas demonstravam respeito ao rei, acreditando que era um desperdício de esforço, já que a família real raramente falava com as pessoas que sustentavam a corte.
As reformas financeiras radicais de Jacques Turgot e Lamoignon de Malesherbes irritaram os nobres e foram bloqueadas pelos parlamentos que insistiam que o rei não tinha o direito legal de cobrar novos impostos. Então, em 1776, Turgot foi demitido e Malesherbes renunciou, sendo substituído por Jacques Necker, um reformista suíço. Necker apoiou a Revolução Americana, e ele levou a cabo uma política de contratar grandes empréstimos internacionais, em vez de aumentar os impostos. Tentou ganhar o favor do público em 1781, quando publicou a primeira declaração de despesas e contas da história da coroa francesa, a Compte rendu au roi. Isso permitiu que o povo da França pudesse ver a extensão da dívida pública. Quando esta política falhou, Luís o despediu e em novembro de 1783 o substituiu como controlador geral das finanças por Charles Alexandre de Calonne. Em agosto de 1786, Calonne descobriu o colapso financeiro iminente da coroa. Ele apresentou um plano de reformas ao rei que incluía uma renovação do sistema tributário para eliminar as isenções do clero e da nobreza. A melhor fonte de receita tributária à coroa era o imposto sobre terra, do qual a Igreja Católica, a maior proprietária de terras da França, estava isenta. Além do mais, a maioria dos nobres não pagava qualquer imposto desse tipo. Ele desejava submeter sua reforma financeira à Assembleia dos Notáveis, um grupo de nobres e prelados escolhidos pelo rei, convencendo-os a endossar seu programa até dezembro, uma vez que o país estava à beira da falência. Em 22 de fevereiro de 1787 a Assembleia foi aberta. Em seu discurso, Calonne apresentou o pacote de reformas e denunciou os vários abusos que pesavam sobre a classe trabalhadora da França. A Assembleia estava cheia de pessoas que não achavam que a crise financeira fosse real. Sua popularidade ficou tão baixa que em abril o rei o demitiu. Em 3 de maio ele foi substituído por Étienne de Loménie de Brienne, Arcebispo de Toulouse, um de seus principais oponentes. Dois dias depois, Loménie de Brienne destituiu a Assembleia dos Notáveis e começou seu ano tormentoso como Ministro das Finanças. A Assembleia dos Notáveis rejeitou a maior parte do programa de reformas de Calonne. Brienne era muito inteligente e flexível, mas os membros da Assembleia não endossaram o imposto sobre terra que ele acreditava ser necessário. Como alternativa eles insistiram que o rei os fornecesse com relatórios financeiros regularmente. De setembro de 1788 a dezembro de 1789, uma crise de pão havia minado a estabilidade social e policial do país. A escassez do alimento resultou em parte do mau tempo e das péssimas colheitas entre 1787 e 1788, seguido pelo inverno de 1788-1789. A falta de alimento para o povo pesava sobre o readmitido Ministro Necker. Cerca de 60 000 cahiers de doléances são uma rica fonte de informações sobre a condição social da França na véspera da Revolução. Elas destacam a urgente necessidade de reformas nos privilégios do clero e o absolutismo da monarquia; mas, segundo André Latreille, o povo ainda reconhecia a fé católica romana e, longe de criticar o seu domínio, ainda a via como uma tradição do reino. Da mesma forma, de acordo com Michel Vovelle, as listas manifestam uma reafirmação universal de lealdade à monarquia.

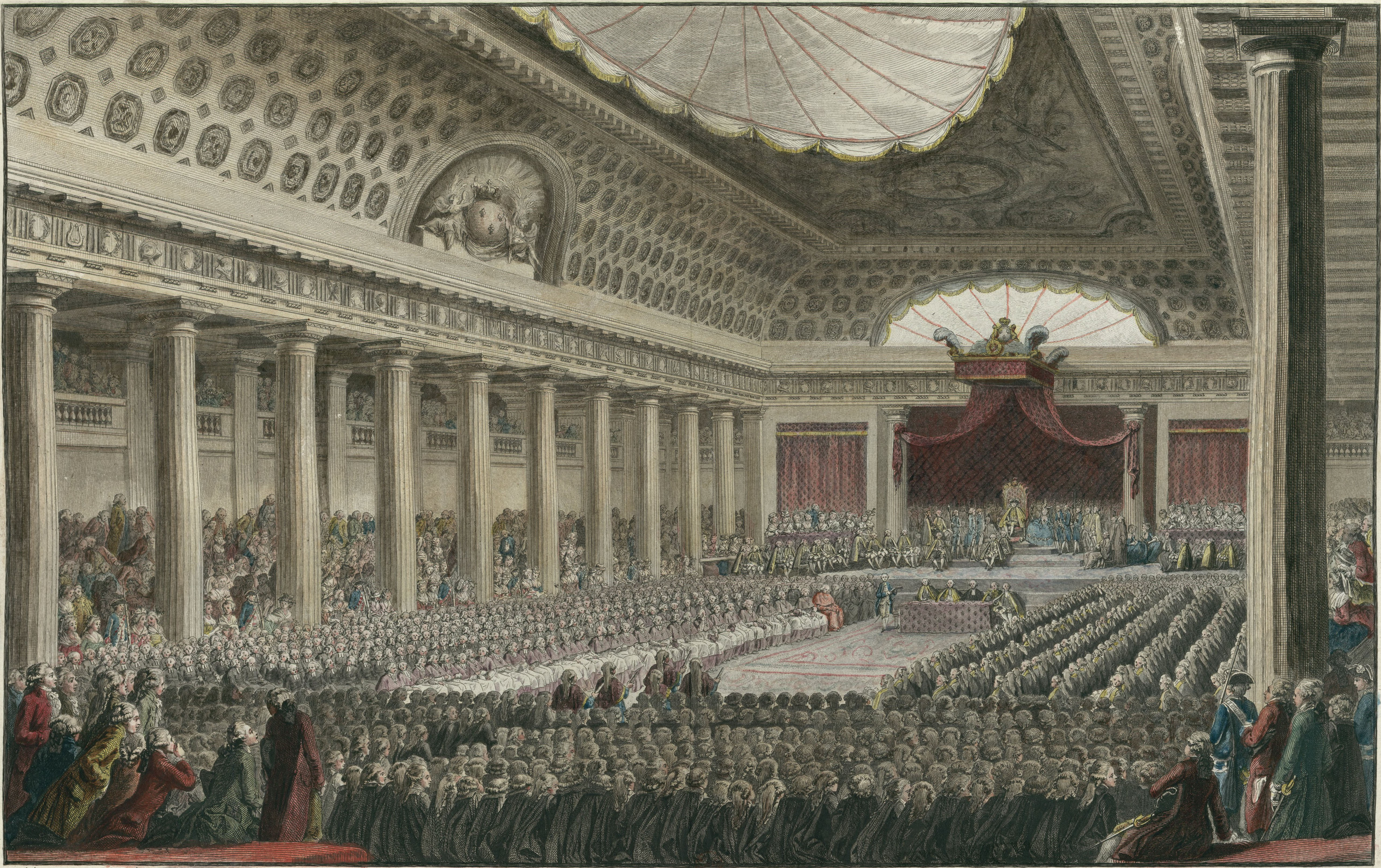
Abertura da Assembleia dos Estados Gerais em 5 de maio de 1789, no Grands Salles des Menus-Plaisirs em Versalhes

Como o poder derivava dele, houve apelos cada vez mais fortes para que convocasse a Assembleia dos Estados Gerais, algo que não acontecia desde 1614, no início do reinado de Luís XIII. Existia um enorme fosso entre a aristocracia e a classe trabalhadora, a difusão da filosofia racionalista dos enciclopedistas e uma crise financeira e industrial, exacerbada pelas relações dos coletores de impostos conhecidos como fermiers généraux. Esses foram fatores que levaram o indeciso monarca sem nenhuma opção senão emitir a convocação dos Estados Gerais em 8 de agosto de 1788. A data da cerimônia foi movida para 5 de maio de 1789. Como observado por Mansel, na abertura dos Estados Gerais "a França estava em êxtase", acreditando que entraria "numa nova era de liberdade e prosperidade" o discurso do rei e a longa análise do déficit orçamentário pelo ministro Necker foi interrompido "com repetidos aplausos". A assembleia foi dividida em três ordens sociais (estados) que representavam a nação: o clero, a primeira ordem, com 291 deputados eleitos; a secunda ordem, a nobreza, com 270 representantes; e o resto da população, o Terceiro Estado, com 578 delegados. O último grupo era um pouco mais numérico que o clero e a nobreza juntos, mas seus votos valiam apenas metade daqueles das duas classes superiores. Quando sua proposta de que os votos das ordens fossem contados por cabeça foi recusada, o Terceiro Estado unilateralmente se declarou uma Assembleia Nacional Constituinte em 9 de julho.
Os movimentos da Assembleia Nacional irritaram o rei, que em 20 de junho fechou a reunião dos deputados no salão de Versalhes. Eles continuaram unidos para fazer um juramento que comprometeu todos os presentes a produzir uma Constituição para a nação. Claramente se preparando para qualquer eventualidade, o rei ordenou exércitos da cavalaria para Versalhes e Paris entre 22 e 26 de junho, e 1º de julho, quando o número total de militares cercando a capital era de vinte e cinco a trinta mil soldados. Em 8 de julho, o deputado eleito para o Terceiro Estado Honoré Mirabeau acreditava fervorosamente num discurso que denunciava as tropas de Luís. O rei respondeu dizendo que elas eram necessárias devido a desordem na capital, negando qualquer intenção de interromper o trabalho dos deputados. Alguns acreditavam que o rei estava planejando esmagar o movimento popular com um novo Massacre de São Bartolomeu e dissolver a Assembleia Nacional. Em 11 de julho Luís unilateralmente demitiu Necker e vários outros ministros com quem vinha trabalhando, não informando o motivo à população nem o que propunha fazer. No dia seguinte, ele ordenou que cem cavalarias alemãs entrassem em Paris para ocupar a Praça Rei Luís XV. Enquanto os militares estavam sentados em seus cavalos, uma multidão se reuniu e começou a jogar pedras neles. Houve uma mêlée na qual três soldados da cavalaria morreram e o resto se retirou para o corpo principal no Campo de Marte. Após o apedrejamento das tropas do rei a agitada multidão parisiense saqueou lojas, galpões de ferramentas e casas em busca de armas para se defender contra o que percebiam como um comportamento ameaçador demonstrado pelo rei e sua tropa estrangeira. Em 13 de julho, uma nova unidade da Guarda Nacional composta pela classe média de Paris organizou criar uma monarquia constitucional. Eles se misturaram com as multidões e várias milícias, formadas por vários eleitores dos distritos de Paris que foram selecionados como deputados para representar a cidade nos Estados Gerais. A violência de 12 de julho atordoou os deputados moderados em Versalhes. Eles enviaram uma petição ao rei para apontar a situação alarmante do Reino da França. Na manhã de 14 de julho, a multidão parisiense, preocupada com a demissão de Necker, a presença de soldados estrangeiros na cidade e a escassez de alimentos, viram cada vez mais o rei Luís XVI como seu inimigo mortal. A multidão invadiu casas aduaneiras, o Palácio dos Inválidos e a Bastilha em busca de armas, munições, grãos e produtos. A Bastilha era uma grande fortaleza medieval no leste de Paris, vista como símbolo proeminente do poder militar real e uma prisão odiada ao longo dos séculos. Pierre-François Palloy, um construtor local, assumiu a responsabilidade de demolir por completo a prisão quase imediatamente após o assalto. Em seu lugar foi construída a atual Place de la Bastille. Durante o período de 1789 até 1791, a Assembleia Nacional gradualmente transferiu os poderes do rei para a própria assembleia ou seus ministros.

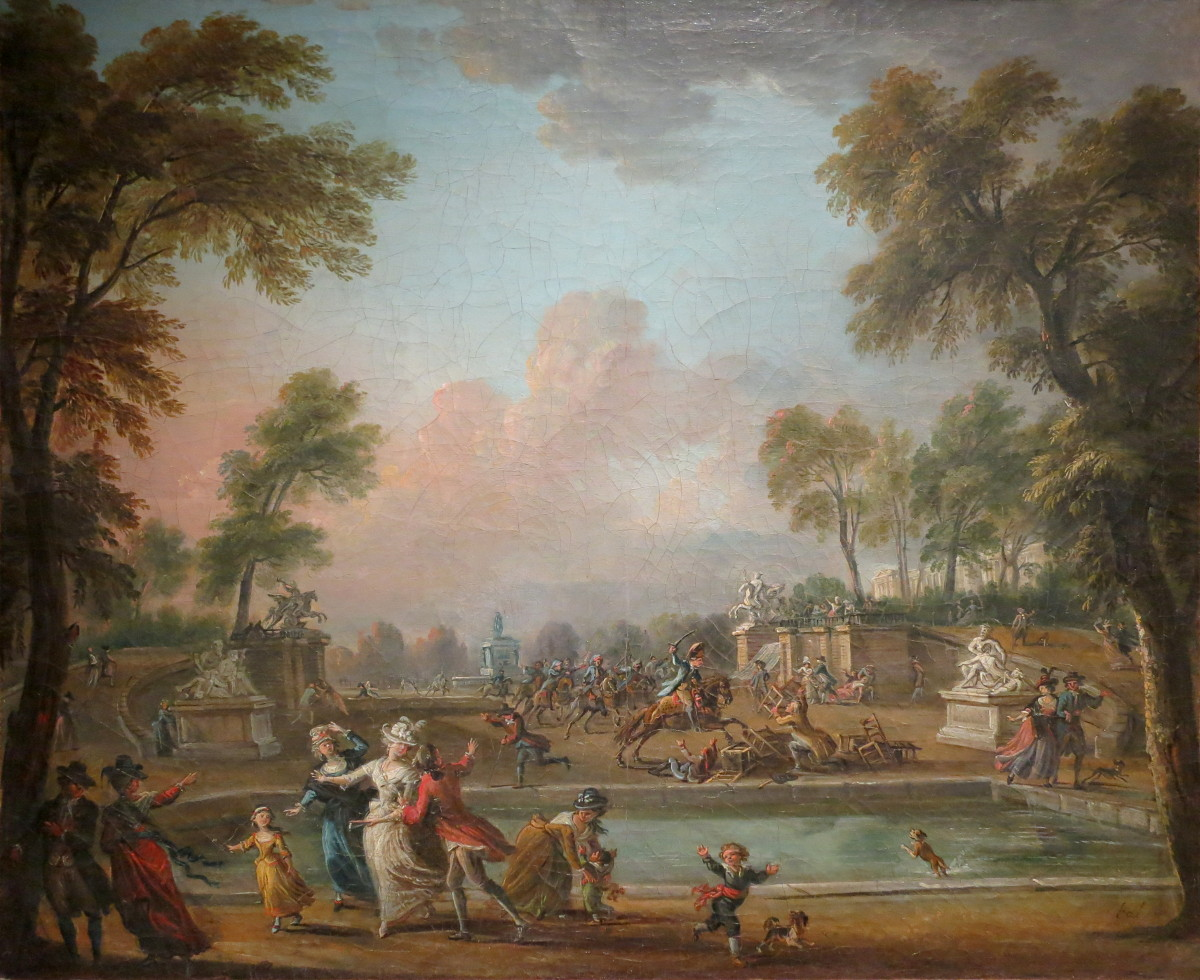
O Príncipe de Lambesc à frente do Regimento Real Alemão em 12 de julho de 1789, de Jean-Baptiste Lallemand, Museu Carnavalet. Representa o Príncipe de Lambesc à frente do regimento alemão no Jardim das Tulherias, em 12 de julho, contra uma multidão
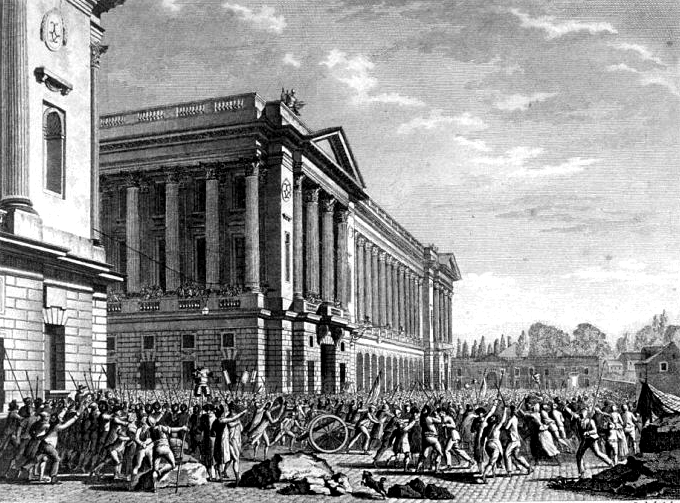
Saque das armas em auto armazenamento em 13 de julho de 1789, gravura de Pierre-Gabriel Berthault datada de 1802, Biblioteca Nacional da França. Retrata os eventos na véspera da Tomada da Bastilha
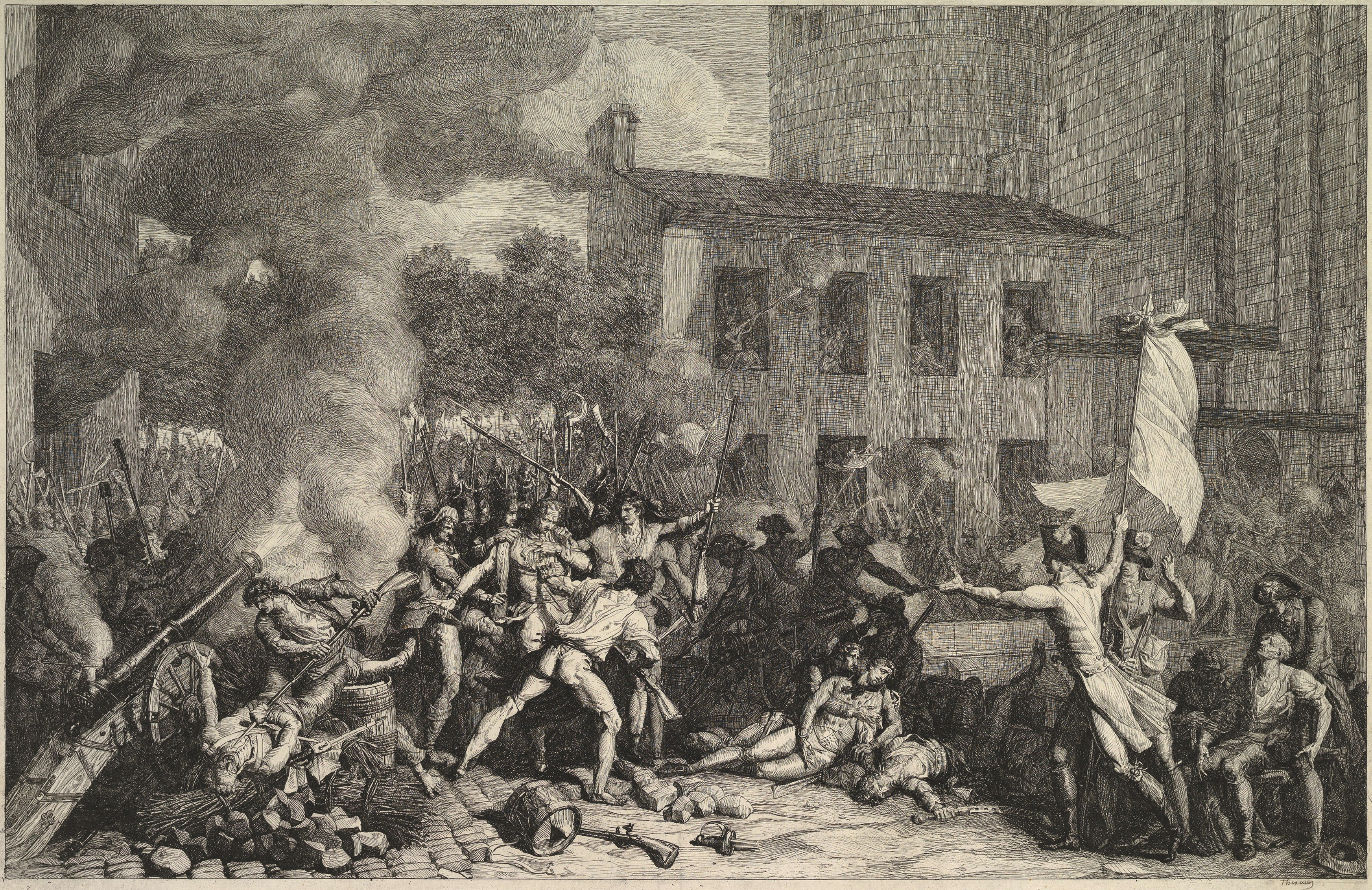
O Assalto da Bastilha em 14 de julho de 1789, de Charles Thévenin, c. 1793, Metropolitan Museum of Art. Thévenin testemunhou e pintou quadros sobre a Revolução e seus principais eventos
A Tomada da Bastilha, de Jean-Pierre Houël, c. 1789, Biblioteca Nacional da França. No centro vê-se a prisão de Jourdan de René de Bernard, marquês de Launay, responsável pela administração da fortaleza

## Política externa

### Grã-Bretanha e a Revolução Americana
Uma das decisões mais importantes do conselho que Luís XVI montou foi nomear o importante cargo de ministro das relações exteriores ao Conde de Vergennes. Vergennes serviu no cargo de 1774 até sua morte em 1787. Um de seus principais atos foi apoiar as Treze Colônias americanas durante as guerras revolucionárias. A partir de 1781 desempenhou um papel significativo nos assuntos domésticos da França na posição de primeiro ministro do rei. Os tratados de Aliança e de Amizade e Comércio assinados com os americanos em fevereiro de 1778 promoveram ajuda francesa às Treze Colônias num momento crítico de sua guerra de independência. Enquanto o ciclo intelectual liberal francês apoiou a causa da independência americana por razões ideológicas, a coroa francesa foi motivada pela oportunidade geopolítica de minar a posição da Grã-Bretanha no mundo após sua conquista do Canadá em 1763.

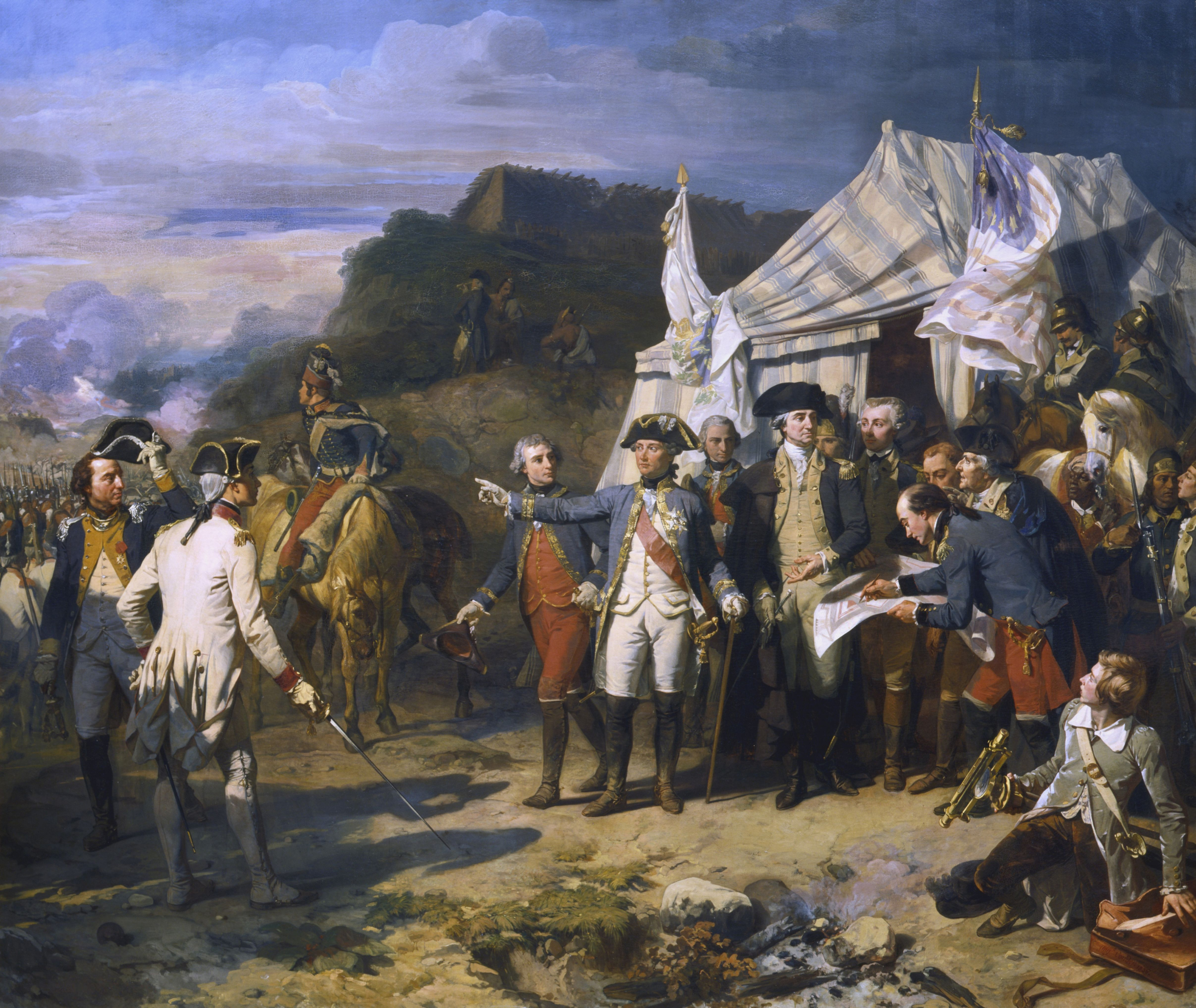
Cerco de Yorktown por Auguste Couder, c. 1836. Rochambeau e Washington dando suas últimas ordens antes da batalha.

No mesmo ano Luís declarou guerra contra a Inglaterra e comprometeu os franceses a lutar na Revolução Americana, uma decisão que teria um profundo impacto em seu reino. Segundo a escritora e biógrafa Nancy Plain, "a Revolução Americana despertou o interesse do povo francês pela democracia". Parisienses eram fascinados por Benjamin Franklin, embaixador para a França entre 1776 e 1785. "Franklin falava da nova república americana, onde representantes eleitos obedeciam a vontade do povo". Oficiais franceses, como o marquês de Lafayette, retornaram ao país como heróis. Cópias da Declaração de Independência foram traduzidas para o francês. Parecia a muitos que os americanos estavam colocando em prática as ideias do Iluminismo criando um governo baseado na tolerância de liberdade. Falava-se de mudanças semelhantes por toda a França. Ao ajudar os americanos, o rei tentou aumentar o comércio francês na América do Norte. Ele também queria prejudicar a Inglaterra por derrotar seu país na Guerra dos Sete Anos, quando perdeu muitas das suas possessões coloniais no Canadá, Índia e nas Índias Ocidentais para os britânicos. A Guerra dos Sete Anos, no entanto, transformou um problema financeiro em uma crise nacional. A dívida nacional aumentou para 62% do orçamento em 1763 e continuou crescendo devido a obrigações de juros e um sistema fiscal incapaz de lidar efetivamente com isso. A participação na Revolução Americana também deixou o país ainda mais endividado do que antes. O tesouro real foi quase esvaziado. O rei e seu ministro das finanças tentaram impor taxas aos proprietários de terras, incluindo o clero e os nobres. Ele estava tentando fazer reformas, mas enfrentou o inflexível parlamento de Paris, que o chamou de "déspota" após essas propostas de tributação, e tornou-se cada vez mais difícil para ele governar o país.
Luís e Vergennes não desejavam declarar guerra à Inglaterra abertamente ou mesmo deixar evidente que estavam ajudando os rebeldes americanos. Por isso, criaram uma empresa comercial sob Pierre Beaumarchais e apoiaram os americanos através de seu canal. No final da guerra, no entanto, a França estava claramente fornecendo tropas e navios para ajudar na causa americana. Os seis mil homens que o país finalmente enviou para lutar no conflito incluíam vários jovens nobres idealistas, como Lafayette, que foram para a América como oficiais. A liderança e a mão-de-obra oferecida aos americanos pelo país desempenhou um papel importante no sucesso da Guerra da Independência Americana. Tropas francesas lideradas pelo General Rochambeau ajudaram os exércitos de George Washington a forçar a rendição das forças britânicas na batalha de Yorktown em 1781. Essa vitória, no entanto, trouxe pouco benefício a longo prazo para a França.

### Índia e Cochinchina

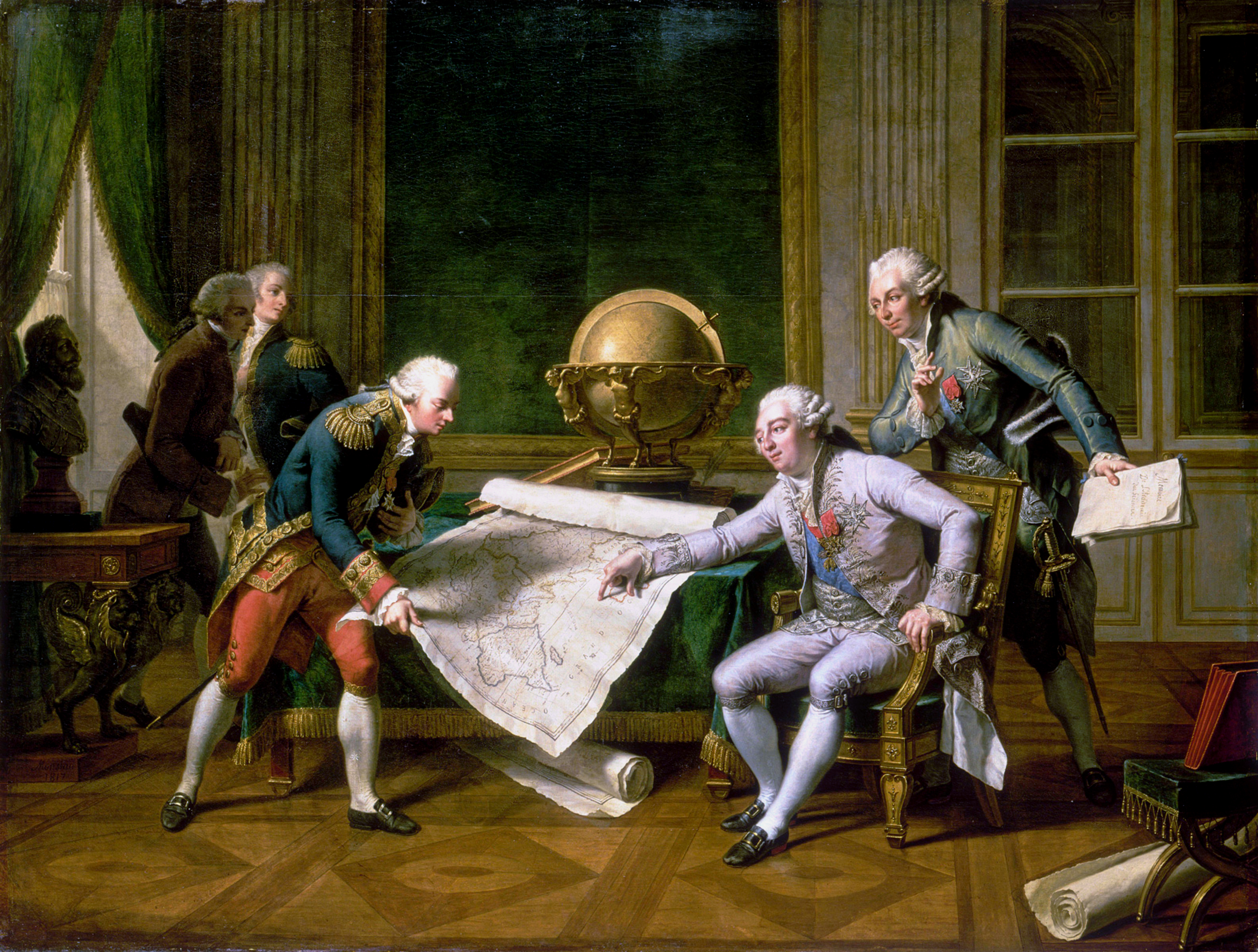
Luís XVI dando suas instruções a La Pérouse

Luís XVI esperava usar a guerra revolucionária americana como uma oportunidade para expulsar os ingleses da Índia. Em 1782, ele selou uma aliança com o peshwa Madhu Rao Narayan. Como consequência, Carlos José Patissier, Marquês de Bussy-Castelnau, moveu suas tropas à Île de France (hoje Maurício) e posteriormente contribuiu para o esforço francês na Índia em 1783.[carece de fontes?] Pierre André de Suffren se tornou o aliado de Hyder Ali na Segunda Guerra Anglo-Mysore contra o domínio britânico na Índia entre 1782 e 1783, lutando contra a frota britânica ao longo das costas da Índia e Ceilão.
A França também interveio na Cochinchina, após a intervenção do missionário católico Pierre de Behaine para obter ajuda militar. Uma aliança entre a França e a Cochinchina foi assinada através do Tratado de Versalhes de 1787, entre Luís XVI e o Príncipe Nguyễn Ánh. À medida que o regime francês estava sob pressão considerável, a França não foi capaz de seguir com a aplicação do tratado, mas de Behaine persistiu em seus esforços e com o apoio de indivíduos e comerciantes franceses montaram uma força de soldados e oficiais franceses que contribuiu para a modernização dos exércitos de Nguyễn Ánh, contribuindo para a sua vitória e reconquista de todo o Vietnã, em 1802.
O rei também incentivou grandes viagens de exploração. Como uma resposta imediata às viagens bem sucedidas de James Cook, seu favorito Jean-François de La Pérouse partiu da França em 1785 em suas próprias viagens. La Pérouse, um navegador de talentos superlativos, planejava repetir as façanhas de Cook navegando o Pacífico. Ele esteve em Cabo Horn e passou por Concepción, Chile, antes de cruzar a Ilha de Páscoa e, em seguida, definir um curso para as ilhas havaianas. Alcançou o Alasca pelo Maui em junho de 1786. Sua viagem continuou na costa do Pacífico americano e foi até o Pacífico da China, onde esteve na Coreia, Macau e Formosa (Taiwan). Em 1788 chegou à Península de Camchaca, onde recebeu ordens do rei de que deveria abandonar o resto de seu itinerário projetado e, em vez investigar o que os britânicos estavam fazendo em Botany Bay.

## Reinado constitucional revolucionário

### Revoltas populares e período no Tulherias

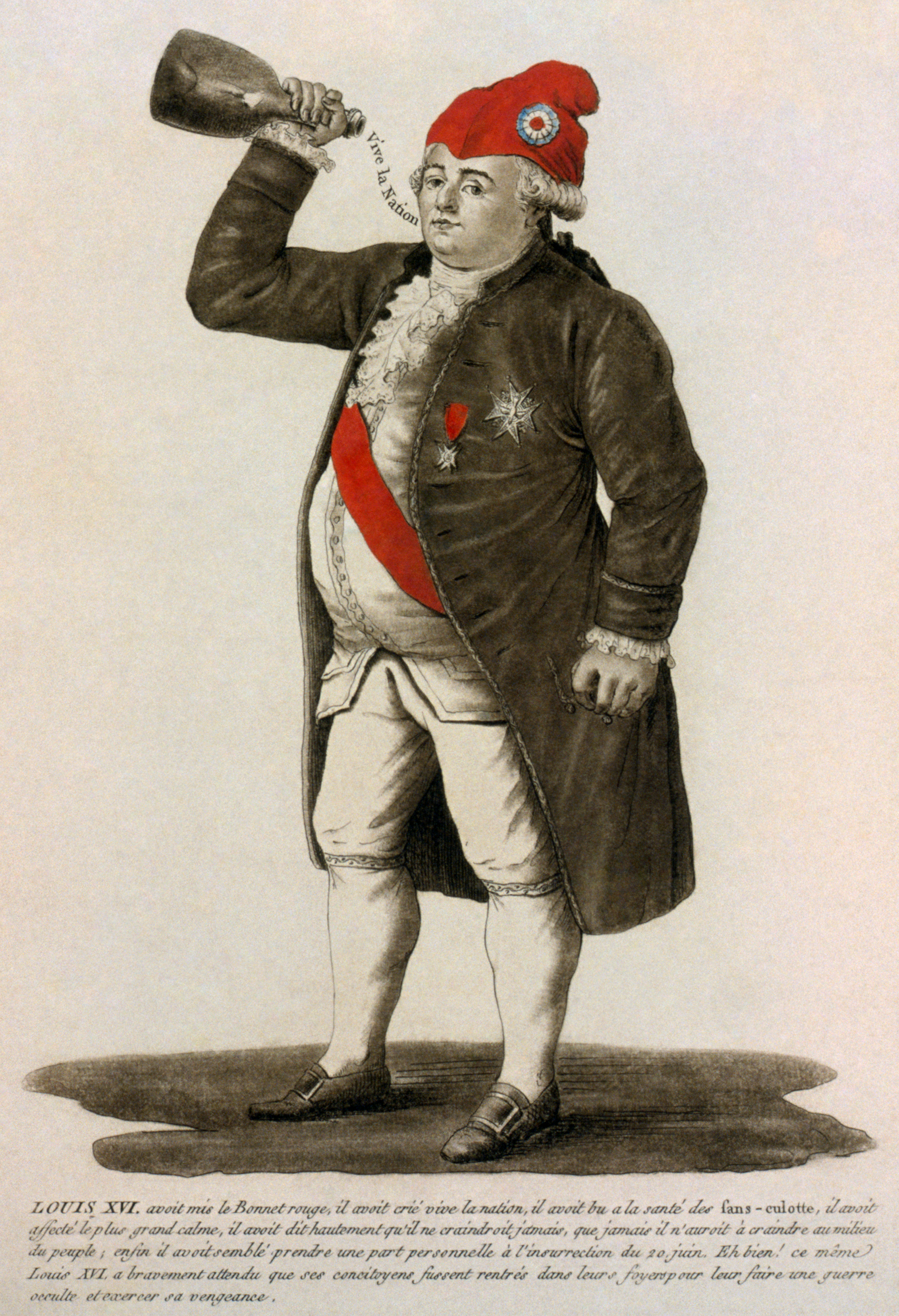
Gravura matizada de Luís XVI, em 1792. A legenda refere-se à data do juramento do Jogo da Péla e conclui: "O mesmo Luís XVI que bravamente espera até que seus concidadãos retornem aos seus lares planeja uma guerra secreta e executar sua vingança"

Em 5 de outubro de 1789, uma multidão enfurecida de mulheres que trabalhavam foi incitada pelos revolucionários e marcharam sobre Versalhes, onde a família real vivia. Acompanhadas por alguns homens disfarçados, estavam armadas com forcados e piques. Ao amanhecer, se infiltraram no palácio e tentaram matar a rainha, que era associada a um estilo de vida frívolo que simbolizava muito do que foi desprezado pelo Antigo Regime. Depois que a situação foi neutralizada pelo Marquês de Lafayette, que liderava a Guarda Nacional, o rei e sua família foram levados pela multidão ao Palácio das Tulherias, em Paris. A França viveu anos de colheitas magras, o que resultou num aumento no preço do principal alimento básico das cidades, o pão. Quando os preços começaram a subir, o povo tomou as ruas de Paris em nome da Revolução. O raciocínio por trás da saída forçada de Versalhes foi a opinião popular de que o governo, especialmente Luís XVI, perdera o contato com as necessidades do povo passando muito tempo longe da capital.
Os princípios da revolução da soberania popular, embora centrais para os princípios democráticos de épocas posteriores, marcaram uma ruptura decisiva do princípio monárquico absoluto que estava no coração do tradicional governo francês. Como resultado, a revolução foi contestada por muitas das pessoas rurais da França e por praticamente todos os governos dos países vizinhos. Como a revolução tornou-se mais radical e as massas tornaram-se mais incontroláveis, várias figuras de destaque na formação inicial da revolução começaram a duvidar de seus benefícios. Alguns, como Honoré Mirabeau, secretamente conspiraram com a coroa para restaurar seu poder em uma nova forma constitucional.[carece de fontes?]
A partir de 1791, Montmorin, o ministro das Relações Exteriores, começou a organizar a resistência encoberta pelas forças revolucionárias. Assim, os fundos da Lista Civil (la Liste civile), votada anualmente pela Assembleia Nacional Constituinte, foram parcialmente atribuídos a despesas secretas a fim de preservar a monarquia. Arnault de Laporte estava no comando da Lista Civil e colaborou com Montmorin e com Mirabeau. Após a morte repentina de Mirabeau, Maximilien Radix de Sainte-Foix, um financista notável, tomou o seu lugar. Com efeito, ele liderou um conselho secreto de conselheiros do rei que tentou preservar a monarquia; estes esquemas não foram bem sucedidos, e foram expostos mais tarde, como o escândalo do armário de ferro.
A morte de Mirabeau e a indecisão de Luís fatalmente enfraqueceram negociações entre a Coroa e os políticos moderados. Por um lado, o rei estava longe de ser tão reacionário como seus irmãos, o conde de Provença e o conde de Artois, e ele repetidamente enviou mensagens a eles pedindo a suspensão de suas tentativas para lançar contra-golpes. Isto foi muitas vezes feito através de seu regente secretamente nomeado, o cardeal Loménie de Brienne. Por outro lado, Luís estava alienado do novo governo democrático, tanto pela sua reação negativa ao papel tradicional de monarca e no seu tratamento dele e de sua família. O rei já havia sido humilhado quando em 6 de outubro invadiram Versalhes e obrigaram-no a vestir o barrete frígio — símbolo da república e dos que se libertaram de qualquer jugo — e voltar aos Palácio das Tulherias, onde ficou particularmente irritado por ter sido mantido sob vigilância popular, essencialmente como um prisioneiro.

### Fuga de Varennes
Estava bem claro que o rei era prisioneiro em Paris. Assim, ele começou a levar mais a sério os vários planos de fuga que seus conselheiros, encorajados pela rainha, propunham. A ideia não era nova. O plano foi elaborado pelo Barão de Breteuil, antigo ministro da casa real; o Marquês de Bouillé, antigo comandante do exército real no norte; e o Conde de Fersen, embaixador sueco na corte francesa. A família real, disfarçada e carregando passaportes falsos, deixaria Paris e viajaria para o leste. Perto da fronteira seriam atendidos por escoltas armadas enviadas por Bouillé. Eles cruzariam a fronteira e, fora do alcance da Revolução, reuniriam forças para retomar o país. Finalmente, ele decidiu tentar uma fuga na noite de 20 de junho de 1791, a mais curta do ano. Para uma aposta de tal importância o plano da fuga foi mal elaborado. Seu sucesso dependia de um cronograma apertado de encontros com rei e sua escolta, mas não levou em consideração a sua indecisão geral. O rei demorou várias horas para sair das Tulherias e, uma vez na estrada, parou para conversar com os anfitriões. O plano também não era um segredo muito bem guardado. Marat fazia barulho em seu jornal há semanas, e houve um ensaio geral para a fuga em 18 de abril. O rei e sua família, sob o pretexto de ir a Saint-Cloud para celebrar a Páscoa, foram detidos e retornaram a Paris. O caso convenceu as autoridades da cidade de que estava pensando em fugir do país. Era responsabilidade do General Lafayette, como comandante da Guarda Nacional, cuidar da segurança nas Tulherias, e ele pessoalmente verificava o castelo.

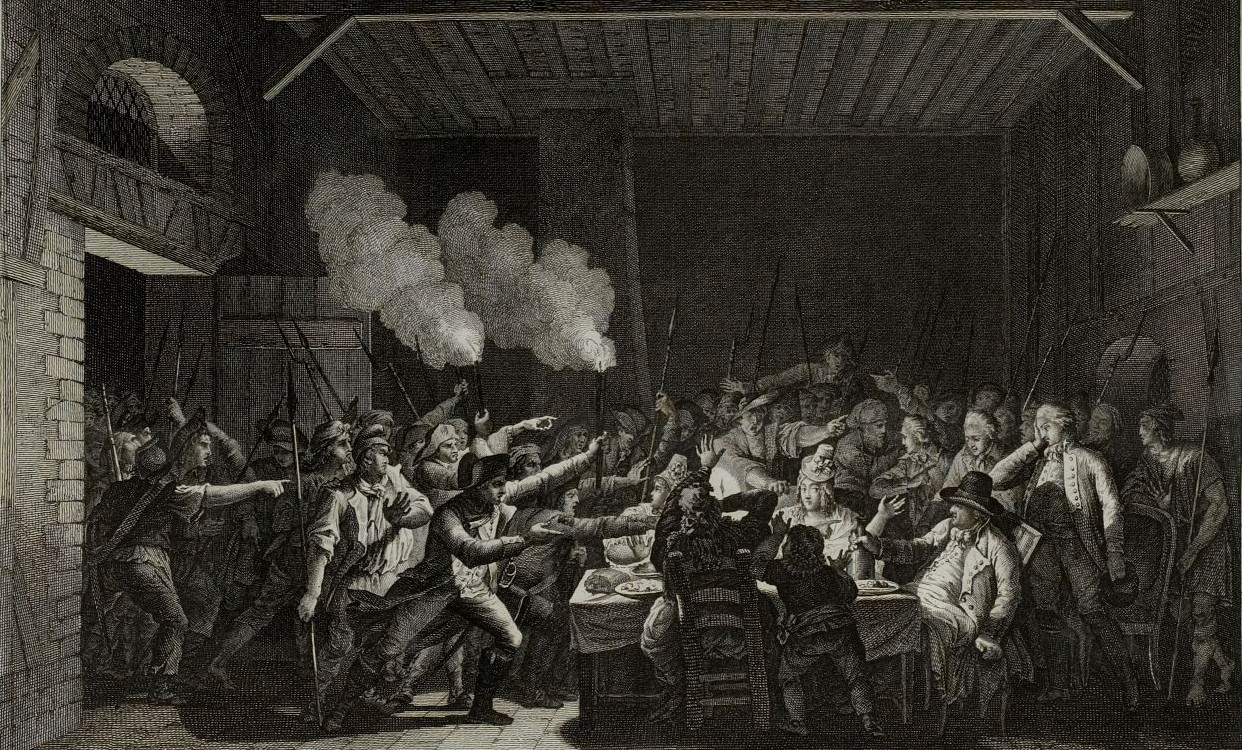
Detenção de Luís XVI e sua família, Varennes, 1791. (Museu da Revolução Francesa)

Na noite de 20 de junho Jean Sylvain Bailly, prefeito de Paris, preocupado com a possibilidade de fuga, enviou Lafayette às Tuileries novamente. Ele relatou que tudo estava seguro. A família real aparentemente fugiu através da única porta deixada desprotegida para permitir ao Conde Fersen acesso ao apartamento da rainha. Acompanhados de seus filhos e da governanta, o casal real deixou o castelo por volta das 2h00 da manhã. A fuga foi realizada sem incidente ou detecção. Maria Antonieta trouxera uma quantidade considerável de comida para tornar a viagem mais agradável. A festa, que se assemelhava a um piquenique, montou o pesado e suntuoso coche que os esperava para deixar a cidade. Na manhã de 21 de junho, Lemoine, o criado do rei, encontrou a cama de seu mestre vazia. A notícia se espalhou rapidamente em Paris e mergulhou a cidade em pânico. Luís XVI tentou fugir secretamente para a cidade-fortaleza monarquista de Montmédy na fronteira nordeste da França, onde iria se juntar aos émigrés (emigrantes ou emigrados) e ser protegido pela Áustria. Enquanto a Assembleia Nacional trabalhava meticulosamente numa constituição, o casal real estava envolvido em seus próprios planos. O rei nomeou Breteuil para atuar como plenipotenciário, lidando com outros chefes de Estado estrangeiros em uma tentativa de fazer uma contra-revolução. O próprio Luís realizou reservas contra dependência de ajuda externa. Como sua mãe e pai, pensou que os austríacos eram traiçoeiros e os prussianos excessivamente ambiciosos.
Ele deixou para trás um longo manifesto explicando sua rejeição ao sistema constitucional como ilegítimo, o que foi impresso nos jornais. No entanto, a sua indecisão e incompreensão da França foram responsáveis pelo fracasso da fuga. A família real foi presa em Varennes-en-Argonne, a poucos quilômetros da fronteira. É indicado que Jean-Baptiste Drouet, um funcionário local, teria reconhecido o rei disfarçado por uma moeda, e alertou as autoridades da cidade, que bloquearam a ponte. Luís XVI e sua família foram capturados e levados de volta a Paris, onde chegaram no dia 25 de junho. Vistos com desconfiança como traidores, foram colocados em uma firme prisão domiciliar após o seu regresso às Tulherias. A curto prazo, a fuga do rei foi traumática para a França, incitar uma onda de emoções que variaram de ansiedade à violência ao pânico. Todo mundo percebeu que a guerra era iminente. A compreensão mais profunda que o rei de fato repudiava a revolução foi um choque ainda maior para as pessoas que até então o consideravam como um bom rei que governava como uma manifestação da vontade de Deus. Eles se sentiram traídos. O republicanismo agora tinha explodido das casas de café e tornou-se uma filosofia dominante da Revolução Francesa rapidamente radicalizada.

### Intervenção estrangeira

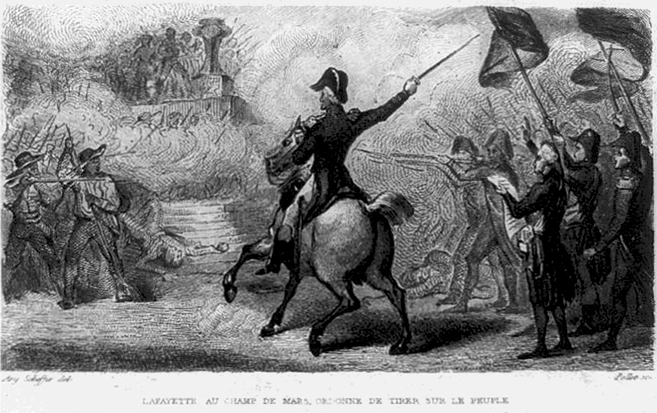
Lafayette ordena para disparar contra o povo no Campo de Marte, Ary Scheffer, 1807

As outras monarquias da Europa olharam com preocupação os acontecimentos na França, e consideraram que, se deviam intervir, que fosse em apoio a Luís ou para tirar proveito do caos no país. O Sacro Imperador Romano Leopoldo II, irmão de Maria Antonieta, declarou que os poderes da Europa iriam intervir militarmente na Revolução Francesa para proteger a família real. Isso foi fundamental para iniciar as guerras revolucionárias francesas. Em 8 de julho de 1791, cerca de cinquenta mil pessoas organizaram uma manifestação em massa no Campo de Marte, em Paris, para pedir a remoção do rei. Os membros da Assembleia Nacional assistiram à manifestação em massa com horror. A maioria deles ainda estavam nervosos com a tentativa do rei de escapar sete semanas antes para Varennes. Em 17 de julho, emitiram uma ordem na qual o rei permaneceria no poder sob uma monarquia constitucional. Líderes jacobinos se uniram contra esse decreto. A Assembleia Nacional declarou lei marcial na cidade e despachou a Guarda Nacional de Paris sob o comando de Lafayette para dispersar a multidão no Campo de Marte. Nesse dia, seguiu-se uma série de tiros, matando entre doze e cinquenta manifestantes. O povo obrigou a Assembleia Nacional a recorrer à força. Os monarcas das outras nações erroneamente acreditavam que os políticos finalmente estavam recuperando os seus sentidos reprimindo os revoltosos.
Entre 25 e 27 de agosto, Leopoldo II e Frederico Guilherme II, o Grande se reuniram no Castelo de Pillnitz, na Saxônia, onde emitiram conjuntamente a Declaração de Pillnitz, que apelou às potências europeias para intervir militarmente na política francesa se o povo prejudicasse o rei. O documento convidava especificamente os monarcas da Europa a "restaurar o rei da França" e "consolidar as bases do governo monárquico de acordo com os direitos dos soberanos e o bem-estar da nação". Os autores do documento acreditaram inteiramente que a Assembleia Nacional da França estava voltando ao centro político por causa da intimidação estrangeira e da repressão à manifestação em massa em 8 de julho. Os nobres emigrados ficaram entusiasmados com a Declaração de Pillnitz. Eles redobraram sua preparação militar para invadir a França. Enquanto isso, os atos dos emigrados e a Declaração de Pillnitz só alimentavam a paranoia dos revolucionários franceses e das massas de uma conspiração internacional contra a revolução e uma invasão do país.
Além das diferenças ideológicas entre a França e os poderes monárquicos da Europa, houve disputas contínuas pelas propriedades austríacas na Alsácia, e a preocupação dos membros da Assembleia Nacional Constituinte sobre a agitação dos emigrantes nobres no exterior, especialmente nos Países Baixos Austríacos e os estados menores da Alemanha. A Assembleia Legislativa, apoiada por Luís, declarou guerra à Áustria após uma votação em 20 de abril de 1792, depois de uma longa lista de queixas foi apresentada a ele pelo ministro das Relações Exteriores, Charles François Dumouriez. Dumouriez preparou uma invasão imediata dos Países Baixos Austríacos, onde esperava que a população local se levantasse contra o governo austríaco. No entanto, a revolução tinha desorganizado completamente o exército e as forças levantadas eram insuficientes para uma invasão. Quando o ano de 1791 fechou, dois grupos de nobres emigrados franceses conspiravam para atacar o país. Um estava em Coblença, liderado por Carlos Filipe, Conde de Artois, e o outro em Worms. O conde de Artois, irmão mais novo de Luís XVI, esteve presente com Leopoldo II e Frederico Guilherme, o Grande em Pillnitz, em 27 de agosto. Na verdade, o grupo de príncipes e nobreza em Coblença era barulhento, decadente, egoísta e imerso em intrigas e, portanto, representava pouca ameaça militar à França.

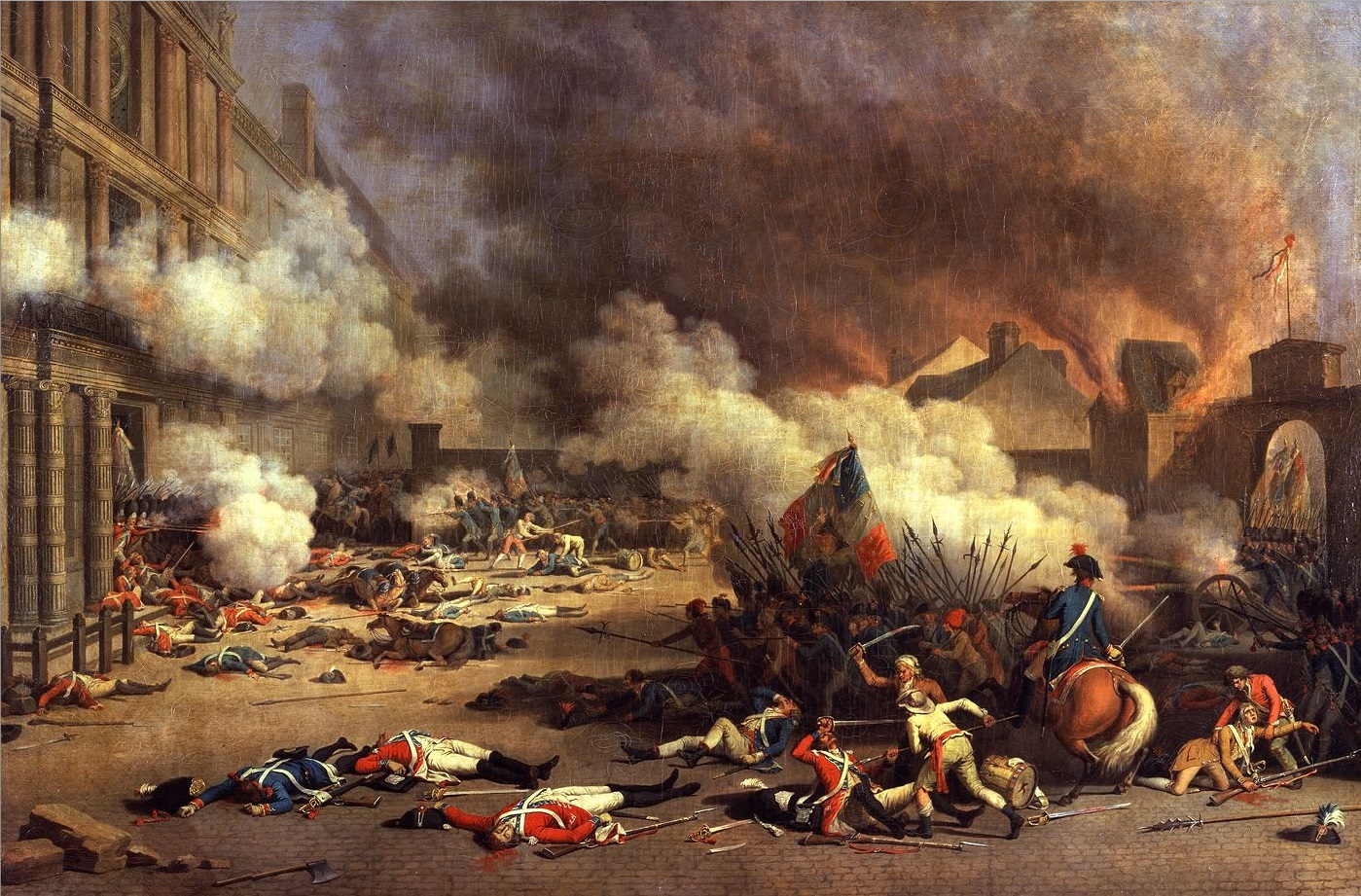
O assalto ao Palácio das Tulherias, em 10 agosto de 1792

Desde a Fuga de Varennes o povo de Paris desconfiava que a monarquia havia se afundado. As derrotas militares e a incapacidade da Assembleia de acusar o rei indignaram ainda mais a população, que ainda estava sofrendo com a falta de trabalho e fome. Havia notícias de que um exército prussiano sob o comando de Carlos Guilherme Fernando, Duque de Brunsvique-Volfembutel, marchava para Paris. Em 11 de julho, a Assembleia Legislativa declarou a "Nação em Perigo" e ordenou 100 000 Guardas Nacionais para a capital. O rei vetou a lei, mas os soldados ainda sim vieram. Em 25 de julho, Frederico Guilherme II declarou oficialmente guerra à França e ordenou ao duque de Brunsvique que liderasse o exército prussiano numa invasão. No mesmo dia, Brunsvique enviou uma proclamação à Assembleia Legislativa Francesa, o que atingiu Paris como um raio. Os habitantes da cidade esperavam uma guerra contra a Prússia, mas os severos termos do Manifesto de Brunsvique — escrito por emigrados franceses com o exército — causaram medo e indignação ao confirmar suspeitas de que o rei estava aliado com os inimigos. O duque prometeu que suas tropas não prejudicariam civis ou saqueariam se a família real estivesse segura. O documento deveria intimidar Paris, todavia, como tantas vezes no conflito revolucionário, teve exatamente o efeito oposto ao pretendido.
Em 9 de agosto, os líderes da Comuna de Paris, irritados e assustados pelo Manifesto de Brunsvique, mudaram o nome da organização para Comuna Revolucionária de Paris e prepararam-se para derrubar Luís XVI. O rei recebeu esta informação e alarmou os novecentos Guardas Suíços que guardavam o Palácio das Tulherias. Também alertou um número de nobres leais a ele, incluindo o ex-deputado da Assembleia Nacional Clermont-Tonnerre, que se juntou a ele. À meia-noite, os líderes da Comuna Revolucionária de Paris sinalizaram à multidão a disparar contra o palácio. Um dos primeiros tiros matou Tonnerre. Durante uma parte da noite, o tumulto continuou fora do palácio. Reforços da Guarda Nacional de Paris chegaram para defender o rei, mas em 10 de agosto a Comuna Revolucionária de Paris derrubou Luís XVI. Ele e sua família fugiram para a Assembleia Legislativa, onde foram presos por pressão social.

## Prisão e execução

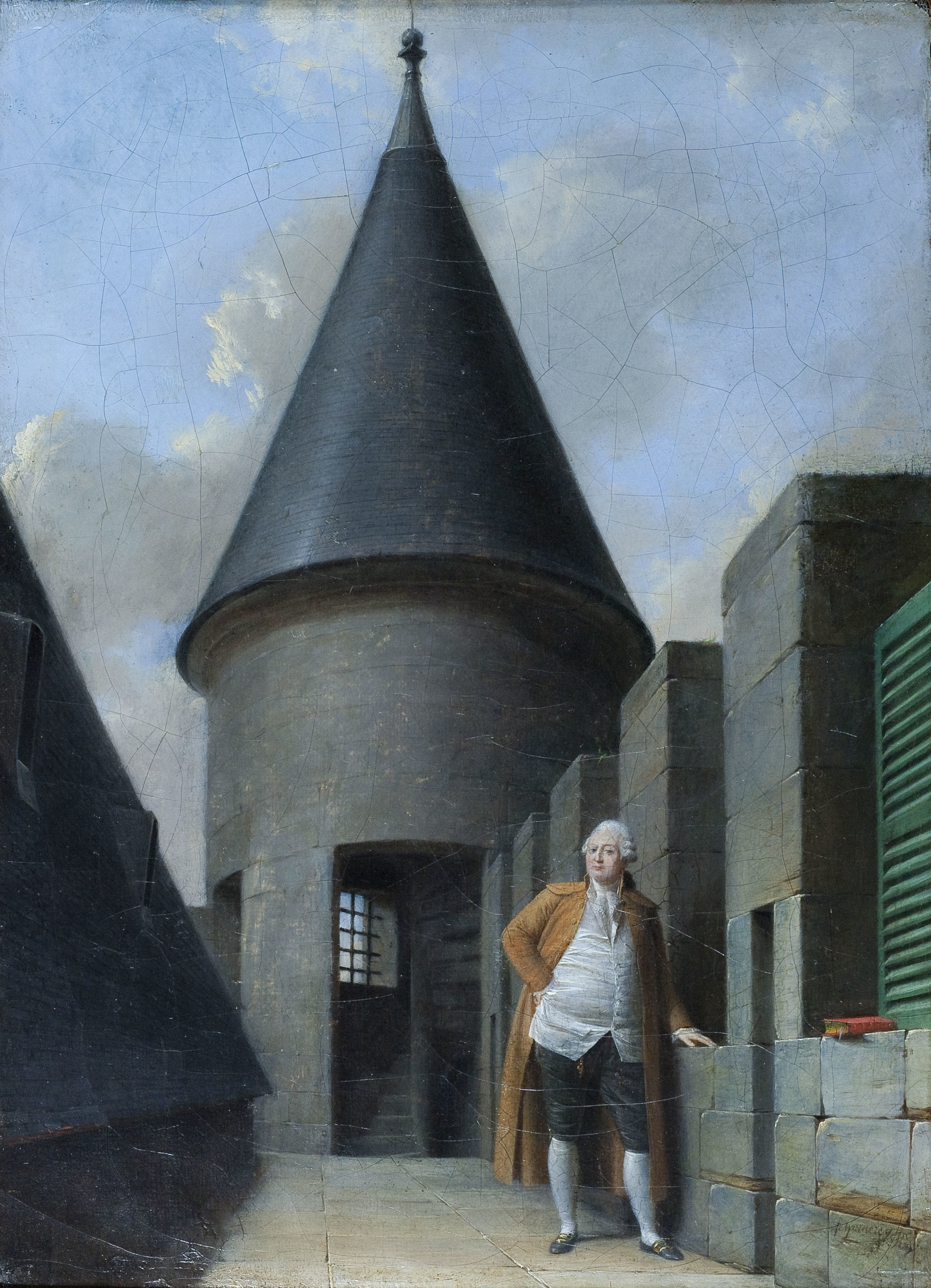
Luís XVI preso na Torre do Templo, por Jean-François Garneray (1755-1837)

O rei e sua família passaram três dias e duas noites desconfortáveis em quartos improvisados na Sala do Manège, para onde tinham fugido, enquanto a Comuna e a Assembleia Legislativa decidiam se Luís seria prisioneiro. O Legislativo estava relutante em desistir do mais importante despojo de 10 de agosto, mas a Comuna, armada e vitoriosa, não podia ser negada. Ele foi oficialmente preso em 13 de agosto e enviado à Torre do Templo, uma antiga fortaleza em Paris que foi usada como prisão. As ruas da capital acompanharam a marcha que conduzia o rei rumo à prisão com insultos. Em 21 de setembro, a Assembleia Nacional declarou a França como uma república e aboliu a monarquia. Luís foi despojado de todos os seus títulos e honrarias, e a partir desta data ficou conhecido simplesmente como "Cidadão Luís Capeto". Os girondinos foram parciais em manter o rei deposto sob prisão, ambos como um refém e uma garantia para o futuro. Os Membros da Comuna de Paris e os deputados mais radicais, que logo formaram o grupo conhecido como Montanha, argumentaram para execução imediata de Luís. A experiência legal de muitos dos deputados tornaram difícil para um grande número deles aceitarem uma execução sem algum tipo de devido processo legal, e foi votado que o monarca deposto fosse julgado antes da Convenção Nacional, órgão que abrigava os representantes do povo soberano. De muitas maneiras, o julgamento do ex-rei representava o julgamento da revolução. O julgamento foi considerado como tal, com a morte de um veio a vida do outro. Michelet argumentou que a morte do ex-rei levaria à aceitação da violência como instrumento para a felicidade. Ele disse: "Se aceitarmos a proposição de que uma pessoa pode ser sacrificada para a felicidade de muitos, em breve será demonstrada que dois ou três ou mais também podem ser sacrificados para a felicidade de muitos. Pouco a pouco, vamos encontrar razões para sacrificar a muitos para a felicidade de muitos, e vamos pensar que foi um bom negócio".
Enquanto os prussianos liderados por Brunsvique invadiam a França, a capital entrou em caos. A Paris revolucionária foi incitada pela Comuna ao possível combate, os portões da cidade foram fechados e os cidadãos começaram a procurar armas. A histeria se concentrava nas prisões, cheias com centenas de Guardas suíços e prisioneiros políticos, além de centenas de padres. A imprensa dava descrições sensacionalistas do que os prisioneiros fariam, e essas visões adularam a crescente obsessão de que eles deviam ser mortos. Os Massacres de Setembro são um dos eventos mais sombrios da Revolução Francesa. Os assassinatos começaram no dia 2 de setembro, quando cerca de vinte prisioneiros, incluindo vários sacerdotes não juramentados, foram arrastados de carro, transferidos para a Prisão da Abadia e massacrados. Os massacres rapidamente se espalharam para as outras prisões de Paris e duraram até o dia 7. Cerca de 1 200 a 1 300 prisioneiros, homens, mulheres e crianças foram massacrados, ou cerca de metade da população carcerária.
Em 20 de novembro, notícias de uma descoberta surpreendente ganharam atenção. Roland, Ministro do Interior, explicou ter encontrado um cofre secreto do rei nas Tulherias com diversos documentos secretos. Gamain, o serralheiro de Luís, o levou ao cofre, escondido por um "painel de madeira, cobrindo um buraco na parede e protegido por uma porta de ferro". A Convenção nomeou uma comissão para examinar os documentos e fazer um relatório. A descoberta do armário de ferro reforçou o caso contra o rei. Havia 625 itens separados no cofre e a Convenção ouviu um relatório preliminar sobre eles em 23 de novembro. Os documentos confirmaram o que muitos já acreditavam: Luís estava empenhado em destruir a Revolução. Os jornais diziam que ele consistentemente jogou um jogo duplo. Tinha deliberadamente obstruído a constituição, instruído seus ministros a mentir à Assembleia Legislativa, procurou subornar deputados, encorajou a emigração de seus amigos, e, de acordo com Mirabeau, tentou restabelecer sua autoridade. Em 11 de dezembro, entre as ruas lotadas e silenciosas, o rei deposto foi trazido do Templo para ficar diante da Convenção e ouvir as acusação de alta traição e crimes contra o Estado. Cinco dias depois, a Convenção começou a debater os detalhes do julgamento. Os advogados se queixaram da falta de tempo dado à defesa. A Convenção foi informada que Raymond Desèze foi escolhido pelo rei como seu advogado. Após uma votação, eles aceitaram a nomeação, mas negaram o pedido para que Luís não comparecesse ao tribunal. Em 26 de dezembro, Desèze entregou a resposta do rei às acusações, com o apoio de François Denis Tronchet e Malesherbes.

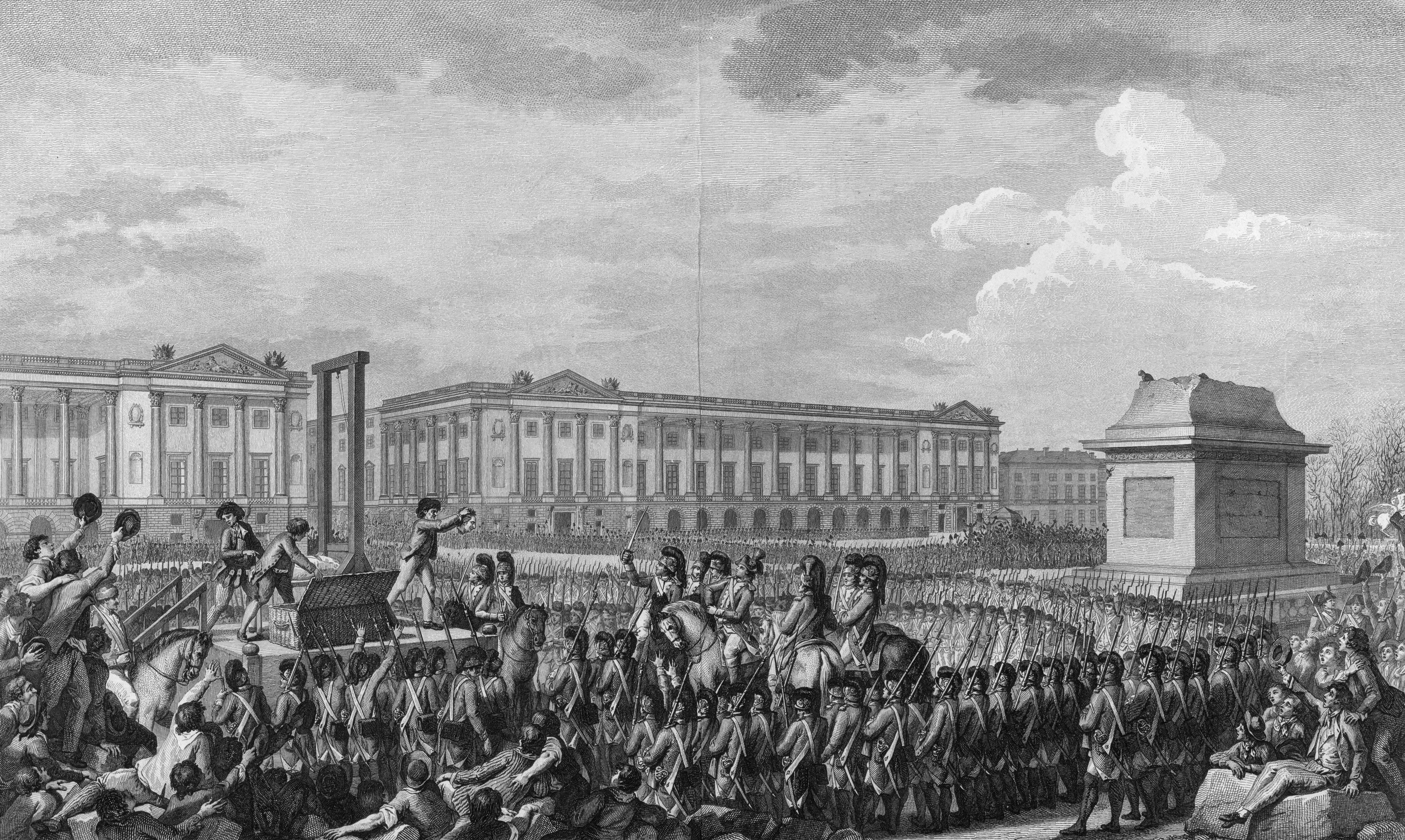
Execução de Luís XVI, na Praça da Concórdia. O pedestal vazio na frente dele tinha apoiado uma estátua de seu avô,, agora demolida durante a revolução

Em 15 de janeiro de 1793, a Convenção, composta por 721 deputados, votou sobre o veredicto. Dada a evidência esmagadora de conluio de Luís com os invasores, o veredicto teve uma conclusão precipitada — com 693 deputados votando como culpado, nenhum para absolvição, e 23 abstenções. No dia seguinte, uma votação nominal foi realizada para decidir sobre o destino do ex-rei, e o resultado foi desconfortavelmente perto de uma decisão dramática. Votaram contra a morte e por alguma outra alternativa, principalmente alguns meios de prisão ou o exílio, 288 deputados. Votaram a favor da pena de morte, mas sujeito a uma série de condições dilatórias e reservas, 72 deputados. Votaram pela sua morte imediata 361 deputados. Filipe Égalité, anteriormente o duque de Orleães e primo do ex-rei, votou por sua execução, o que chocou a maioria dos presentes. O próprio Luís Capeto comentaria: "Lamento muito pensar que Monsieur d'Orléans, meu parente, deve ter votado pela minha morte".
No dia seguinte, uma moção para conceder a Luís XVI um indulto da sentença de morte foi rejeitado: 310 deputados pediram misericórdia, mas 380 votaram a favor da execução imediata da pena de morte. Esta decisão seria final. Na segunda-feira, 21 de janeiro de 1793, Luís XVI foi decapitado pela guilhotina na Place de la Révolution. O carrasco, Charles-Henri Sanson, testemunhou que o ex-rei tinha bravamente encontrado seu destino. Quando Luís XVI subiu ao cadafalso, apareceu digno e renunciou a seus títulos. Proferiu um curto discurso em que reafirmou sua inocência: "Morro inocente de todos os crimes que me são imputados. Eu perdôo os autores da minha morte. Rezo a Deus para que o sangue que você vai derramar nunca caia na França". Muitos relatos sugerem seu desejo em falar mais, mas Antoine Joseph Santerre, um general da Guarda Nacional, parou o discurso pedindo um rufar de tambores. O ex-rei foi então rapidamente decapitado. Alguns relatos de sua decapitação indicam que a lâmina não rompeu seu pescoço inteiramente na primeira vez. Há também relatos de um grito horrível vindo de Luís após a lâmina cair mas isso é improvável, visto que a lâmina cortou sua coluna. Ficou acordado que, enquanto seu sangue pingava no chão muitos membros da multidão correram para mergulhar seus lenços nele. Este relato foi provado em 2012, depois de uma comparação de ADN ligando o sangue que acreditava-se ser da decapitação de Luís XVI do ADN retirado de amostras de tecidos originários do que acreditava-se ser a cabeça mumificada de Henrique IV. A amostra do sangue foi tirada a partir de uma cabaça esculpida para comemorar os heróis da Revolução Francesa, que tinha, segundo a lenda, sido utilizada para abrigar o sangue de Luís.

## Sucessão

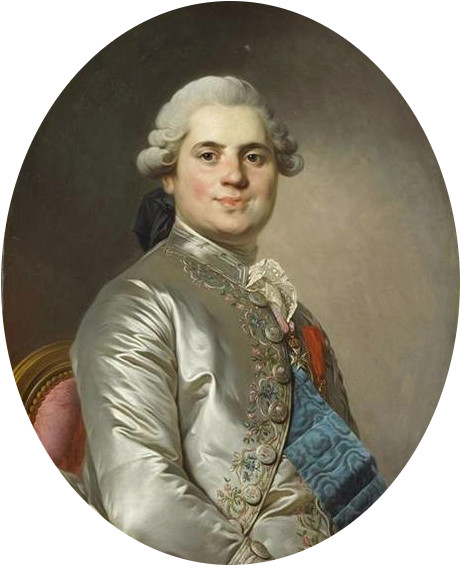
Luís XVIII, irmão mais novo do falecido rei

Apenas duas semanas após o enterro das últimas vítimas dos massacres de Setembro, a Assembleia Legislativa criou um novo órgão de governo da França, conhecido como a Convenção Nacional. Seu primeiro ato, datado de 21 de setembro de 1792, foi a abolição formal da monarquia e a proclamação de uma república. Após abolir a monarquia, a Convenção foi desfeita por sua lógica destrutiva em descartar o monarca ainda vivo. A Primeira República Francesa nasceu em 21 de setembro daquele ano. Durou, oficialmente, até 18 de maio de 1804, quando Napoleão Bonaparte proclamou-se imperador como Napoleão I. O Primeiro Império Francês veio ao fim quando o imperador abdicou em 6 de abril de 1814. Este foi sucedido pela restauração da monarquia dos Bourbons, até que esta foi derrubada pela revolução de julho de 1830. Durante a restauração da monarquia francesa, os irmãos mais novos de Luís XVI, Luís XVIII e Carlos X, governaram a França como reis constitucionais. Luís Carlos, filho legítimo do falecido monarca, jamais assumiu o trono e morreu na prisão em junho de 1795 como Luís XVII, título de jure. Nos 23 anos desde a abolição da monarquia, a França tinha sido transformada social e politicamente pela administração revolucionária e napoleônica. A "restauração" dos Bourbons foi um compromisso e o produto da derrota militar. Luís XVIII foi colocado no poder por inimigos antigos da França porque sentia-se que demonstrava a maior mudança de "curar as feridas da revolução". Em 1814, esperava-se que, se os Bourbons fossem restaurados "em condições", iriam se demonstrar aceitáveis à França e proporcionar a paz e estabilidade política que todos ansiavam. Em 1830, essas expectativas se mostraram falsas.

## Legado e representações
O historiador Jules Michelet atribuiu a restauração da monarquia francesa à simpatia que tinha sido gerada pela execução de Luís XVI. Seu Histoire de la Révolution Française e Histoire des Girondins de Alphonse de Lamartine, em particular, mostraram as marcas dos sentimentos despertados pelo regicídio da revolução. Os dois escritores não partilham a mesma visão sociopolítica, mas concordaram que, embora a monarquia foi justamente abolida em 1792, a vida da família real deveria ter sido poupada. A falta de compaixão, naquele momento, contribuiu para uma radicalização da violência revolucionária e para uma divisão maior entre os franceses. Para o romancista Albert Camus a execução representa "o evento mais significante e trágico da história francesa, a virada que marcou a irrevogável destruição de um Mundo que, por mil anos, abraçara uma ordem sagrada". Para o filósofo Jean-François Lyotard o regicídio foi o ponto de partida de todo o pensamento francês, a lembrança que age como um lembrete de que a modernidade francesa começou sob o signo de um crime.

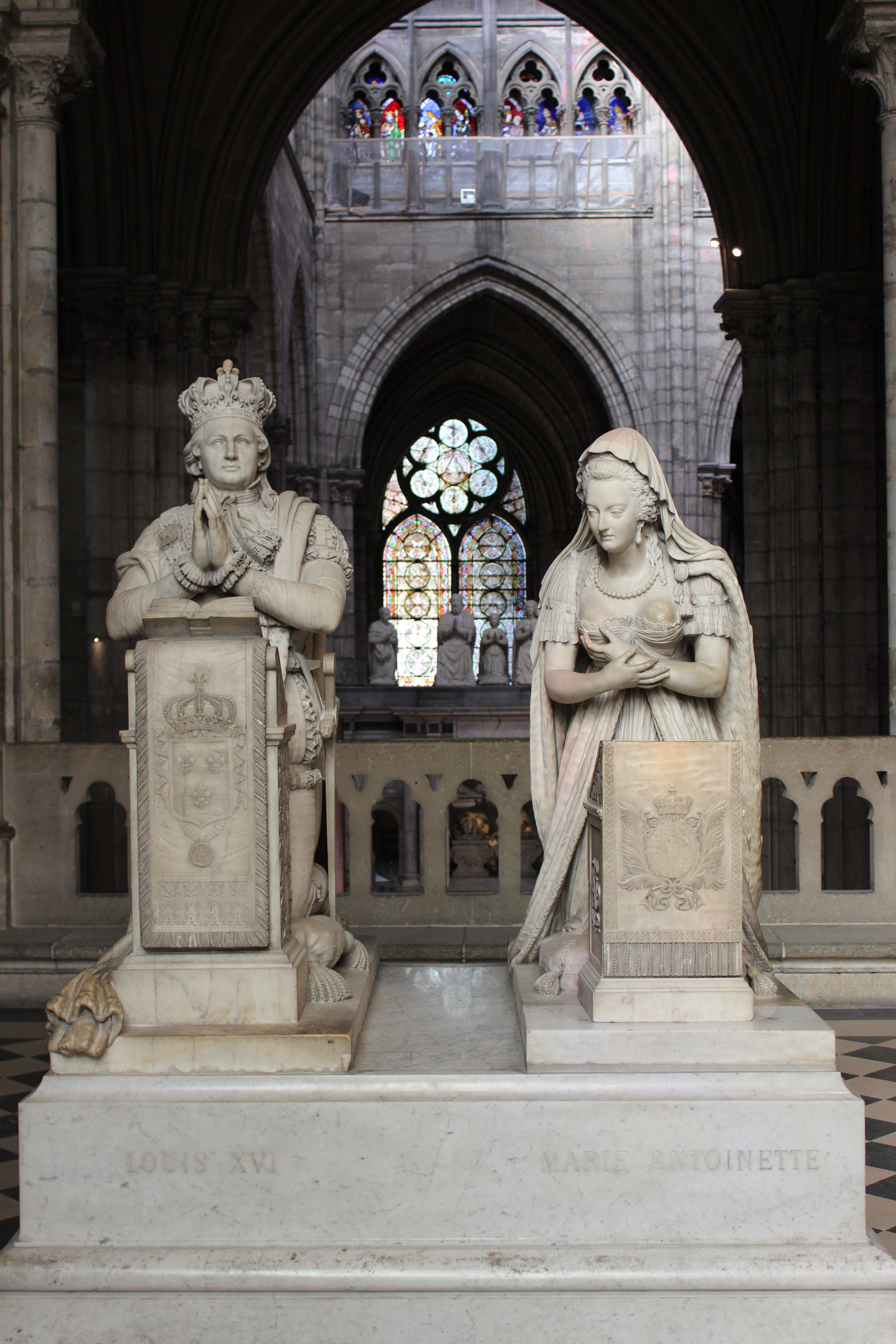
Memorial a Luís XVI e Maria Antonieta, esculturas de Edme Gaulle e Pierre Petitot na Basílica de Saint-Denis

Sua última vontade e testamento, deixadas por aqueles que o tinham visto ou servido durante seus últimos dias, serviriam como base de uma lenda. A Igreja, inepta em lidar com a Revolução, lenta em agir quando poderia encorajar o rei, foi igualmente lenta em responder a sua morte. Em 17 de junho de 1793, o papa Pio VI, em consistório secreto, declarou Luís XVI um "mártir real". Sua longa e cuidadosa alocução foi publicada em toda a Europa e traduzida nas línguas vulgares. O rei ocupou lugar junto ao grupo de monarcas que, como Maria da Escócia, sofreram morte por razões puramente religiosas. Após sua morte recebeu diversas homenagens. O compositor italiano Luigi Cherubini compôs o Réquiem em C menor, encomendado para uma missa em janeiro de 1816, feita em honra e memória do antigo rei de França. Quando a dinastia Bourbon na pessoa de seu irmão Luís XVIII retornou ao poder após a queda de Napoleão, transformaram o dia de sua execução em uma ocasião de estado, com uma missa festiva de réquiem no centro da Basílica de Saint-Denis. Todos os anos (até a próxima revolução de 1830) uma nova composição de réquiem era encomendada a um compositor diferente (sendo Cherubini o primeiro) para realçar a grandeza e importância desta ocasião.
Existem muitas cidades nomeadas após sua morte. Cidades norte-americanas adotaram o nome "Louisville" em sua memória, como Louisville, no Alabama, Louisville, Colorado, Louisville, Georgia, Louisville, Illinois, Louisville, Kansas, Louisville, Nebraska, Louisville, Nova Iorque, Louisville, Ohio, Louisville, Kentucky, e Louisville, Tennessee, todos localizados nos Estados Unidos. Louisville, no Kentucky, foi nomeada em 1780, após a Assembleia Geral da Virgínia conceder este nome em homenagem ao rei francês, cujos soldados estavam ajudando o lado americano na Guerra da Independência. A Assembleia Geral da Virginia viu o rei como um homem nobre, mas muitos outros delegados continentais discordaram (naquela época, Kentucky era uma parte da Comunidade da Virgínia. Kentucky tornou-se o 15º estado dos Estados Unidos em 1792).
Luís XVI foi retratado em vários filmes. Em Marie Antoinette (1938) de Van Dyke, foi interpretado por Robert Morley. Jean-François Balmer o retratou em 1989 na minissérie de duas partes La Révolution française. Mais recentemente, foi retratado por Jason Schwartzman no filme Marie Antoinette (2006), de Sofia Coppola. Em Si Versailles m'était conté (1954) de Sacha Guitry, o rei foi retratado por um dos produtores do filme, Gilbert Bokanowski, usando o pseudônimo Gilbert Boka. Vários retratos têm lhe atribuído a imagem de um rei quase tolo e trapalhão, como Jacques Morel no filme francês Marie-Antoinette reine de France (1956) de Jean Delannoy, e Terence Budd no filme live-action Lady Oscar (1979), de Jacques Demy. Em Start the Revolution Without Me (1970), o rei é interpretado por Hugh Griffith como um corno risível. Mel Brooks interpretou uma versão em quadrinhos de Luís XVI em History of the World, Part I (1981), o retratando como um libertino que tem um desgosto pelo campesinato que ele usa como alvos no tiro ao alvo. No filme Ridicule (1996), de Patrice Leconte, Urbain Cancelier atua no papel do monarca francês.
Também tem sido objeto de romances, assim como, incluindo duas das histórias alternativas coligidas em If It Had Happened Otherwise (literalmente Se Tivesse Acontecido de outra Forma; 1931): "Se o Carro de Drouet Tivesse Emperrado" por Hilaire Belloc e "Se Luís XVI Tivesse um Átomo de Firmeza" de André Maurois, que contam histórias muito diferentes, mas ambas imaginam o rei sobrevivendo e ainda reinando no início do século XIX.

## Descendência
| Nome                    | Foto | Nascimento | Falecimento | Notas |
| ----------------------- | ---- | ---------- | ----------- | --- |
| Maria Teresa            |      | 1778       | 1851        | Madame real. Casou-se com seu primo, o duque d'Angoulême. Alguns autores consideram que Maria Teresa foi, durante 20 minutos, rainha-consorte de França e Navarra — período entre a abdicação de seu sogro, Carlos X e a abdicação de seu marido, cujo título de Luís XIX é contestado. Sem descendência. |
| Luís José               |      | 1781       | 1789        | Delfim de França. Morto na infância. |
| Luís Carlos             |      | 1785       | 1795        | Considerado pelos monarquistas franceses como Luís XVII. Morreu no cárcere. |
| Sofia                   |      | 1786       | 1787        | Morta na infância. |
| Ernestine de Lambriquet |      | 1778       | 1813        | filha ilegítima do rei Luís XVI. Sem descendência. |

## Títulos, estilos, honras e armas

### Títulos e estilos
- 23 de agosto de 1754 – 20 de dezembro de 1765: Sua Alteza Real, o Duque de Berry
- 20 de dezembro de 1765 – 10 de maio de 1774: Sua Alteza Real, o Delfim de França
- 10 de maio de 1774 – 21 de setembro de 1792: Sua Majestade Cristianíssima, o Rei
- 21 de setembro 1792 – 21 de janeiro de 1793: Cidadão Luís Capeto

Seu título e estilo formal antes da Revolução Francesa era: "Luís XVI, pela Graça de Deus, Rei da França e de Navarra".

### Brasão de armas
| Após sua ascensão ao trono, Luís assumiu o brasão real de França e Navarra. |